# Literatura anglesa

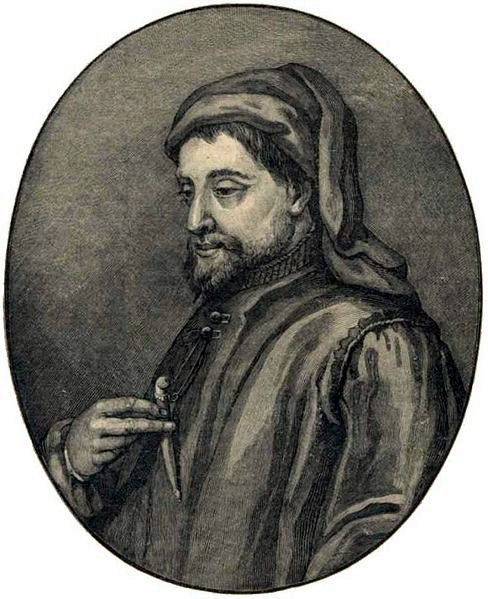
Geoffrey Chaucer, en una il·lustració publicada vora el 1902.

S'entén per literatura anglesa la literatura escrita en anglès (actual o antic) i a Anglaterra. En un sentit més ampli, també es pot utilitzar per referir-se a literatura escrita en anglès en altres països. Hi ha diverses literatures nacionals que també són escrites sobretot en anglès. Vegeu literatura estatunidenca, literatura australiana, literatura canadenca, literatura escocesa, literatura anglo-gal·lesa, literatura irlandesa.
La literatura anglesa sorgeix a l'època medieval, quan es pot començar a parlar d'una llengua anglesa diferenciada. La primera gran figura literària d'aquesta època és el poeta Geoffrey Chaucer, però la gran figura de la literatura anglesa és William Shakespeare, al segle xvi. La primera gran novel·la en anglès és Robinson Crusoe, de Daniel Defoe.
Els períodes de la literatura anglesa, si bé segueixen les conveccions estilístiques europees, acostumen a estar associades al monarca, de manera que els reis poden donar nom a un període o corrent.

## Literatura anglesa antiga (c. 450–1066)

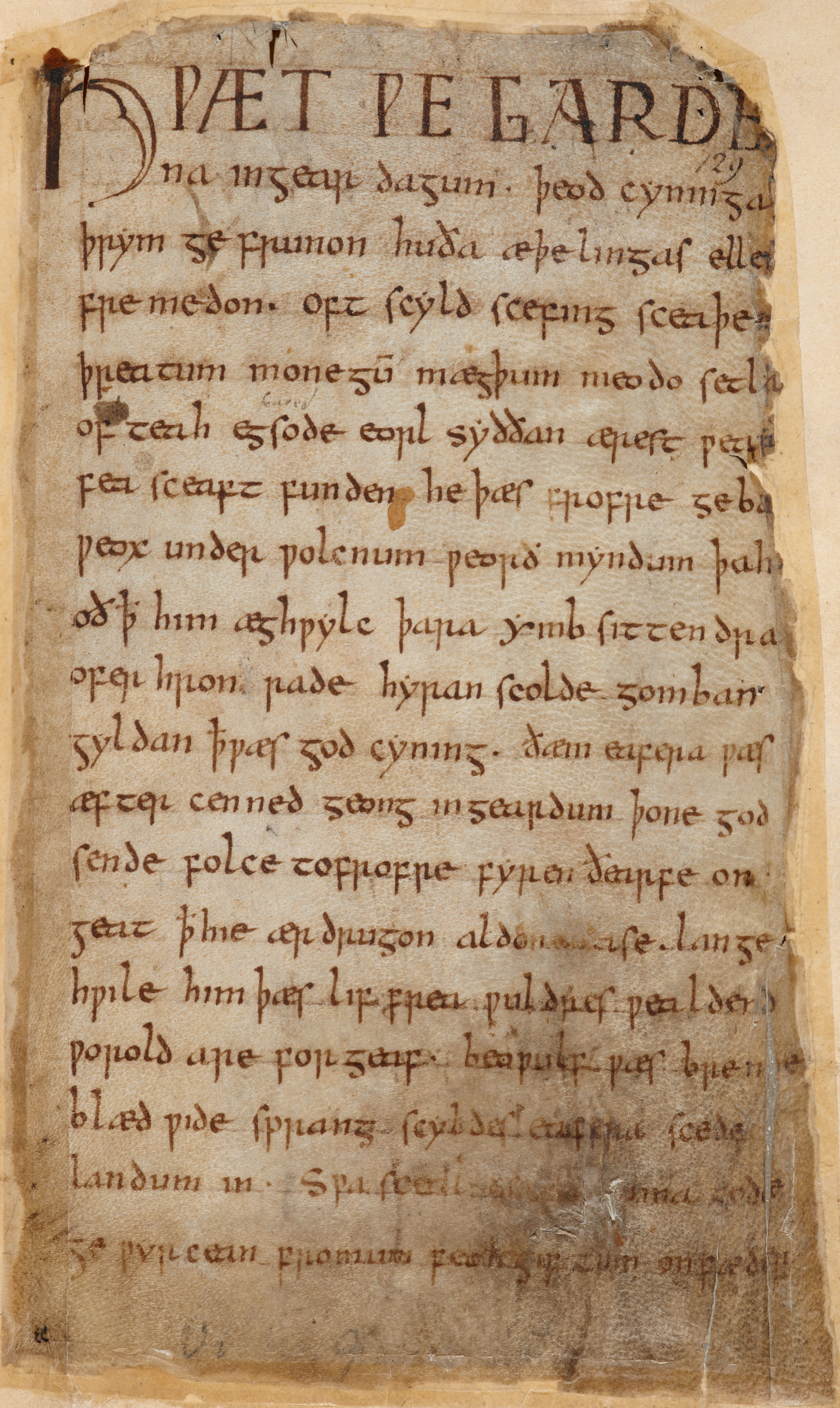
La primera pàgina de Beowulf

La literatura anglesa antiga, o literatura anglosaxona, abasta la literatura supervivent escrita en anglès antic a l'Anglaterra anglosaxona, en el període posterior a l'assentament dels saxons i altres tribus germàniques a Anglaterra (Juts i els angles) c. 450, després de la retirada dels romans, i "acabant poc després de la conquesta normanda" el 1066. Aquestes obres inclouen gèneres com la poesia èpica, l'hagiografia, els sermons, les traduccions de la Bíblia, les obres jurídiques, les cròniques i endevinalles. En total hi ha uns 400 manuscrits supervivents de l'època.
Widsith, que apareix al Llibre d'Exeter de finals del segle x, ofereix una llista de reis de tribus ordenats segons la seva popularitat i impacte en la història, amb Àtila, rei dels huns, primer, seguit d'Hermenric dels ostrogots. També pot ser l'obra existent més antiga que narra la Batalla dels gots i els huns, que també s'explica en obres escandinaves posteriors com la Hervarar saga ok Heiðreks i la Gesta Danorum. Lotte Hedeager argumenta que l'obra és molt més antiga, però, i que probablement es remunta a finals del segle vi o principis del vii, citant el coneixement de l'autor dels detalls històrics i la precisió com a prova de la seva autenticitat. No obstant això, assenyala que alguns autors, com John Niles, han argumentat que l'obra es va inventar al segle x.
La Crònica anglosaxona és una col·lecció d'annals en anglès antic, del segle ix, que narra la història dels anglosaxons. El poema Battle of Maldon també tracta de la història. Es tracta d'una obra de data incerta, que celebra la batalla de Maldon de 991, en la qual els anglosaxons no van poder evitar una invasió vikinga.
La tradició oral era molt forta a la cultura anglesa primitiva i la majoria de les obres literàries eren escrites per ser representades. Els poemes èpics eren molt populars, i alguns, inclòs Beowulf, han arribat fins als nostres dies. Beowulf és l'obra més famosa de l'anglès antic i ha aconseguit l'estatus d'èpica nacional a Anglaterra, tot i estar ambientada a Escandinàvia. L'únic manuscrit que es conserva és el Còdex Nowell, la data precisa del qual es discuteix, però la majoria de les estimacions el situen a prop de l'any 1000. Beowulf és el títol convencional, i la seva composició està datada entre el segle viii i principis del segle xi.
Gairebé tots els autors anglosaxons són anònims: dotze són coneguts pel seu nom a partir de fonts medievals, però només quatre d'ells són coneguts per les seves obres vernacles amb certesa: Cædmon, Beda, Alfred el Gran i Cynewulf. Cædmon és el primer poeta anglès del qual es coneix el nom, i la seva única obra supervivent coneguda Cædmon Hymn data probablement de finals del segle vii. El poema és un dels primers exemples testimoniats de l'anglès antic i és, amb les inscripcions rúniques de Ruthwell Cross i Franks Casket, un dels tres candidats per al primer exemple documentat de poesia en anglès antic. També és un dels primers exemples registrats de poesia sostinguda en una llengua germànica. El poema, The Dream of the Rood, va ser inscrit a la Creu de Ruthwell. 
Dos poemes anglesos antics de finals del segle x són The Wanderer i The Seafarer. Tots dos tenen una temàtica religiosa, i Marsden descriu The Seafarer com "un poema exhortatori i didàctic, en què les misèries de la navegació hivernal s'utilitzen com a metàfora del repte que enfronta el cristià compromès [...]".
L'antiguitat clàssica no es va oblidar a l'Anglaterra anglosaxona, i diversos poemes en anglès antic són adaptacions de textos filosòfics clàssics tardans. La més llarga és la traducció del segle ix d'Alfred el Gran (849–899) de la Consolació de la filosofia de Boeci.

## Literatura anglesa mitjana (1066–1500)
Després de la conquesta normanda d'Anglaterra el 1066, la forma escrita de l'idioma anglosaxó es va fer menys comuna. Sota la influència de la nova aristocràcia, el francès es va convertir en la llengua estàndard dels tribunals, el parlament i la societat educada. A mesura que els invasors es van integrar, la seva llengua i literatura es van barrejar amb les dels nadius, i els dialectes normands de les classes dominants es van convertir en anglonormands. Des d'aleshores fins al segle xii, l'anglosaxó va experimentar una transició gradual a l'anglès mitjà. El poder polític ja no estava en mans angleses, de manera que la llengua literària saxona occidental no tenia més influència que qualsevol altre dialecte i la literatura anglesa mitjana s'escrivia en molts dialectes que corresponien a la regió, la història, la cultura i els antecedents dels escriptors individuals.
En aquest període la literatura religiosa va continuar gaudint de popularitat i es van escriure, adaptar i traduir hagiografies: per exemple, La Vie Seinte Audree, d'Eadmer (c. 1060 – c. 1126). En l'escriptura de l'Ormulum (c. 1150 – c. 1180), es destaquen per primera vegada la barreja d'elements anglesos antics i anglonormands en anglès, marcant l'inici del període de l'anglès mitjà. Després, Layamon a Brut va adaptar el normand-francès de Wace per produir la primera obra en anglès per presentar les llegendes del rei Artús i els cavallers de la taula rodona. També va ser la primera historiografia escrita en anglès des de la Crònica anglosaxona.

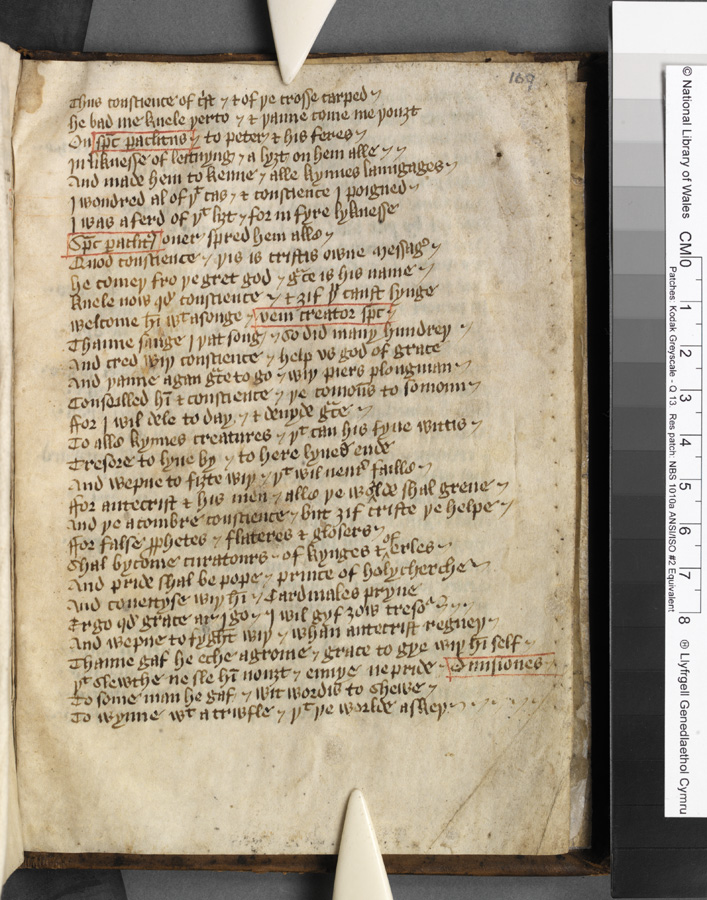
Piers Plowman d'un manuscrit del segle XIV

Les traduccions de la Bíblia a l'anglès mitjà, en particular la Bíblia de Wycliffe, van ajudar a establir l'anglès com a llengua literària. La Bíblia de Wycliffe és el nom que es dóna ara a un grup de traduccions de la Bíblia a l'anglès mitjà que es van fer sota la direcció o per instigació de John Wycliffe. Van aparèixer entre 1382 i 1395 aproximadament. Aquestes traduccions de la Bíblia van ser la principal inspiració i causa del moviment Lollard, un moviment anterior a la Reforma Protestant que va rebutjar molts dels ensenyaments de l'Església Catòlica Romana.
Un altre gènere literari, el dels romanços, apareix en anglès a partir del segle xiii, amb King Horn i Havelock the Dane, basat en originals anglonormands com el Romance of Horn (c. 1170), però va ser al segle xiv quan apareixen per primera vegada els escriptors importants en anglès. Aquests van ser William Langland, Geoffrey Chaucer i l'anomenat Pearl Poet, l'obra més famosa del qual és Sir Galvany i el Cavaller verd.
Piers Plowman de Langland (escrit cap al 1360–87) o Visio Willelmi de Petro Plowman (La visió de William de Piers Plowman) és un poema narratiu al·legòric de l'anglès mitjà, escrit en vers al·literatiu sense rima.
Sir Galvany i el Cavaller verd és un novel·la de cavalleries al·literativa de l'anglès mitjà de finals del segle xiv. És una de les històries artúriques més conegudes d'un tipus establert conegut com el "joc de la decapitació". Desenvolupat a partir de la tradició gal·lesa, irlandesa i anglesa, Sir Gawain destaca la importància de l'honor i la cavalleria. En el mateix manuscrit amb Sir Gawayne es conservaven altres tres poemes, ara generalment acceptats com a obra del mateix autor, inclòs un complex poema elegíac, Pearl. El dialecte anglès d'aquests poemes de Midlands és notablement diferent del del Chaucer de Londres i, tot i que influït pel francès a les escenes de la cort de Sir Gawain, també hi ha en els poemes moltes paraules dialectals, sovint d'origen escandinau, que pertanyien al nord-oest d'Anglaterra.

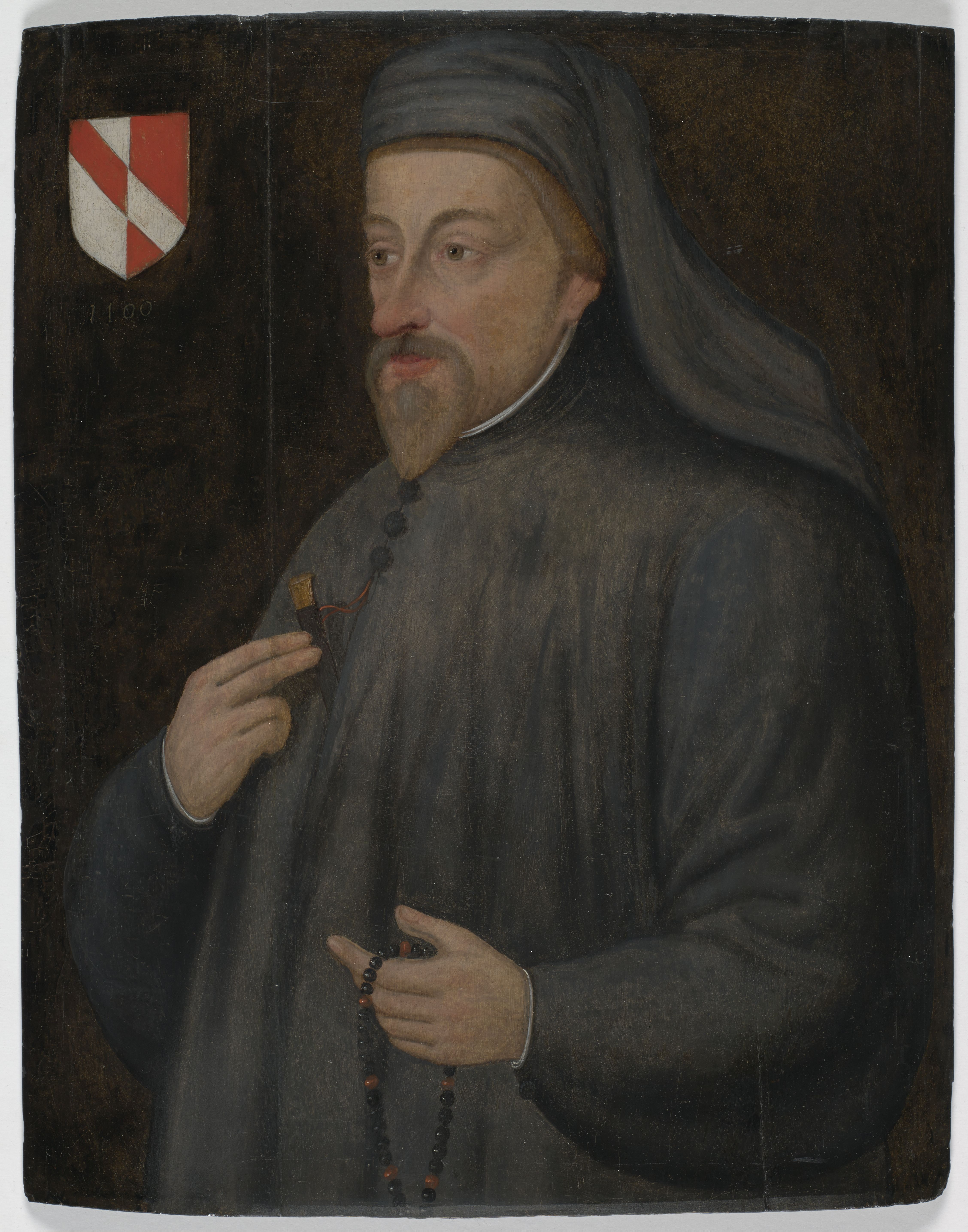
Geoffrey Chaucer

L'anglès mitjà va durar fins a la dècada de 1470, quan el Chancery Standard, una forma d'anglès amb seu a Londres, es va generalitzar i la impremta va començar a estandarditzar l'idioma. Chaucer és més conegut avui per Els contes de Canterbury. Es tracta d'una col·lecció d'històries escrites en anglès mitjà (majoritàriament en vers tot i que algunes són en prosa), que es presenten com a part d'un concurs de contes per un grup de pelegrins mentre viatgen junts des de Southwark fins al santuari de St Thomas Becket a la catedral de Canterbury. Chaucer és una figura important en el desenvolupament de la legitimitat de la langue vernacle, l'anglès mitjà, en una època en què les llengües literàries dominants a Anglaterra eren encara el francès i el llatí.
En aquesta època, la literatura a Anglaterra s'escrivia en diverses llengües, com ara el llatí, el francès normand i l'anglès: el caràcter multilingüe de l'audiència de la literatura al segle xiv s'il·lustra amb l'exemple de John Gower (c. 1330–1408). Contemporani de William Langland i amic personal de Chaucer, Gower és recordat principalment per tres obres principals: The Mirroir de l'Omme, Vox Clamantis i Confessio Amantis, tres poemes llargs escrits en anglonormand, llatí i anglès mitjà respectivament, que estan units per temes morals i polítics comuns.
També es van crear obres religioses importants al segle xiv, com ara les de Juliana de Norwich (c. 1342 – c. 1416) i Richard Rolle. Es creu que les Revelations of Divine Love (al voltant de 1393) de Juliana és el primer llibre publicat escrit per una dona en llengua anglesa.
Una obra important del segle XV és La morte d'Artús de Sir Thomas Malory, que va ser impresa per Caxton el 1485. Aquesta és una recopilació d'alguns romanços artúrics francesos i anglesos, i va ser un dels primers llibres impresos a Anglaterra. Va ser popular i influent en el posterior renaixement de l'interès per les llegendes artúriques.

### Teatre medieval
A l'Edat Mitjana, el drama en les llengües vernacles d' Europa pot haver sorgit de les representacions de la litúrgia. Les obres de misteri es presentaven als porxos de les catedrals o als jugadors passejants els dies de festa. Les obres de miracle i de misteri, juntament amb les obres de moral (o "interludis"), van evolucionar més tard cap a formes més elaborades de drama, com es va veure als escenaris isabelins. Una altra forma de teatre medieval eren les obres de teatre dels mummers, una forma de teatre de carrer primerenc associada amb la dansa Morris, centrada en temes com Sant Jordi i el drac i Robin Hood. Eren contes populars que tornaven a explicar històries antigues, i els actors viatjaven de poble en poble interpretant-los per al seu públic a canvi de diners i hospitalitat.
Les obres de misteri i miracles es troben entre les primeres obres de teatre desenvolupades formalment a l'Europa medieval. Obres de misteri medievals centrades en la representació d'històries bíbliques a les esglésies com a quadres vius amb cant antifonal acompanyat. Es van desenvolupar des del segle x fins al segle xvi, aconseguint l'apogeu de la seva popularitat al segle xv abans de quedar obsolets per l'auge del teatre professional.

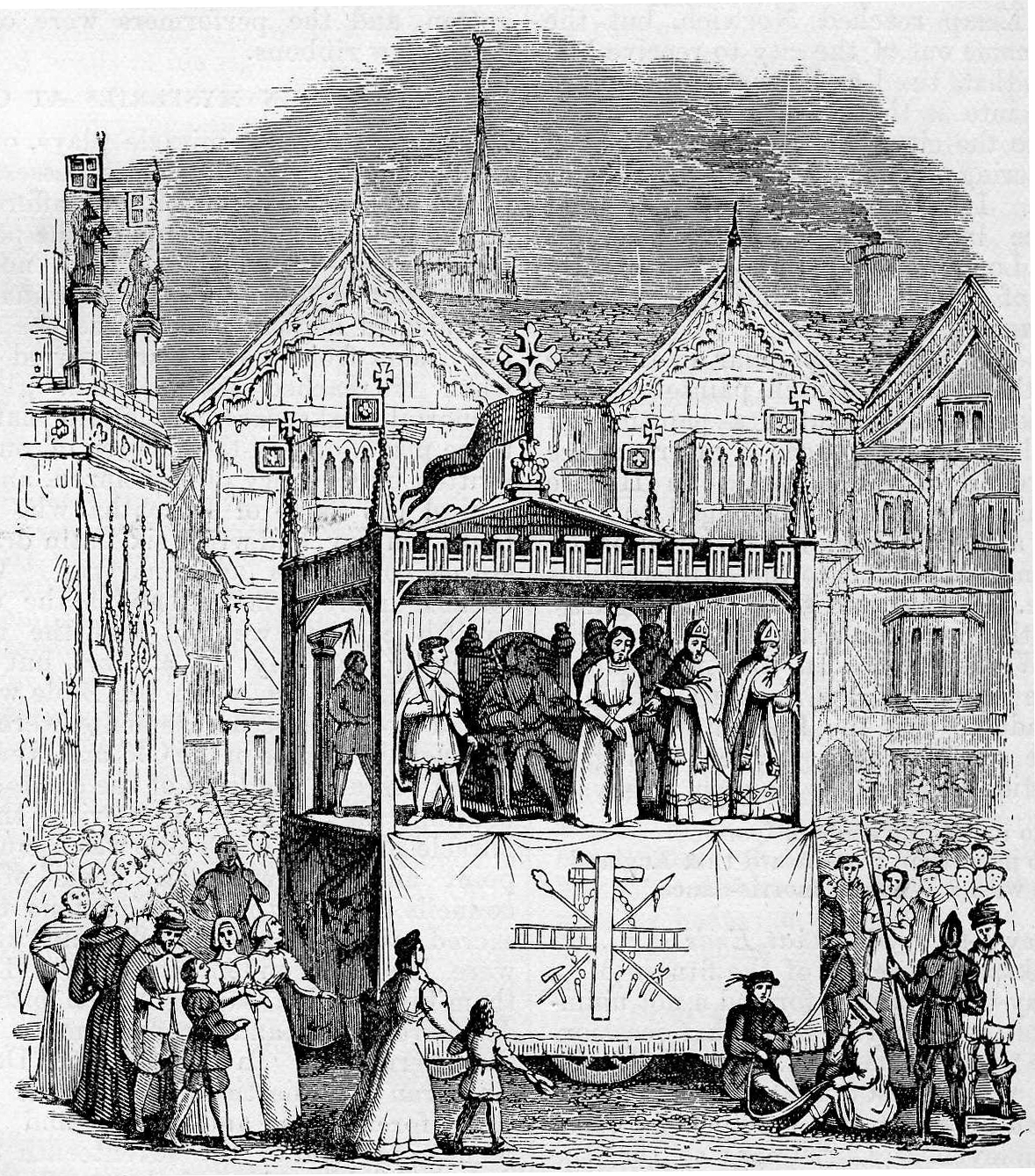
Gravat del d'una representació del cicle literari de jocs de misteri de Chester.

Hi ha quatre col·leccions bíbliques angleses completes o gairebé completes d'obres de teatre del període baixmedieval. El més complet és el misteri de York de 48 concursos. Es van representar a la ciutat de York, des de mitjans del segle xiv fins a 1569. A més del drama de l'anglès mitjà, hi ha tres obres de teatre supervivents en còrnic conegudes com a Ordinalia.
Després d'haver sorgit de les obres de misteri de base religiosa de l'Edat Mitjana, l'obra moralista és un gènere d'entreteniment teatral medieval i primerenc dels Tudor, que va representar un canvi cap a una base més secular per al teatre europeu. Les obres moralistes són un tipus d'al·legoria en què el protagonista es troba amb personificacions de diversos atributs morals que intenten impulsar-lo a escollir una vida piatosa per sobre d'una de maldat. Les obres de teatre van ser més populars a Europa durant els segles xv i xvi.
The Somonyng of Everyman (c. 1509–1519), normalment conegut simplement com Everyman, és una obra de teatre moralista anglesa de finals del segle xv. Com l'al·legoria The Pilgrim's Progress (1678) de John Bunyan, Everyman examina la qüestió de la salvació cristiana mitjançant l'ús de caràcters al·legòrics.

## Renaixement anglès (1500–1660)
El Renaixement anglès com a part del Renaixement nòrdic va ser un moviment cultural i artístic a Anglaterra que data de finals del segle XV fins al segle XVII. S'associa amb el Renaixement paneuropeu que se sol considerar que va començar a Itàlia a finals del segle XIV. Com la majoria del nord d'Europa, Anglaterra va veure poc d'aquests desenvolupaments fins més d'un segle després: l'estil i les idees renaixentistes van tardar a penetrar a Anglaterra. Molts estudiosos veuen els inicis del Renaixement anglès durant el regnat d'Enric VIII i l'època isabelina a la segona meitat del segle XVI sol ser considerada com l'apogeu del Renaixement anglès.
La influència del Renaixement italià també es pot trobar en la poesia de Thomas Wyatt (1503–1542), un dels primers poetes del Renaixement anglès. Va ser responsable de moltes innovacions en la poesia anglesa, i al costat d'Henry Howard, comte de Surrey (1516/1517–1547) va introduir el sonet des d'Itàlia a Anglaterra a principis del segle XVI. Després que William Caxton va introduir la impremta a Anglaterra el 1476, la literatura vernacla va florir. La Reforma va inspirar la producció de litúrgia vernacular que va donar lloc al Llibre de l'oració comuna (1549), una influència duradora en el llenguatge literari.

### Període isabelí (1558-1603)

#### Poesia
Edmund Spenser (c. 1552–1599) va ser un dels poetes més importants del període isabelí, autor de La Reina Fada (1590 i 1596), un poema èpic i una al·legoria fantàstica que celebra la dinastia Tudor i Isabel I. Una altra figura important, Sir Philip Sidney (1554–1586), va ser un poeta anglès, les obres del qual inclouen Astrohel and Stella, The Defense of Poetry i The Coutess of Pembroke's Arcadia. Els poemes destinats a ser musicats com a cançons, com els de Thomas Campion (1567–1620), es van fer populars a mesura que la literatura impresa es difonia més àmpliament a les llars. John Donne (1572–1631) va ser una altra figura important de la poesia isabelina (veure la poesia de Jaume I a continuació).

#### Drama

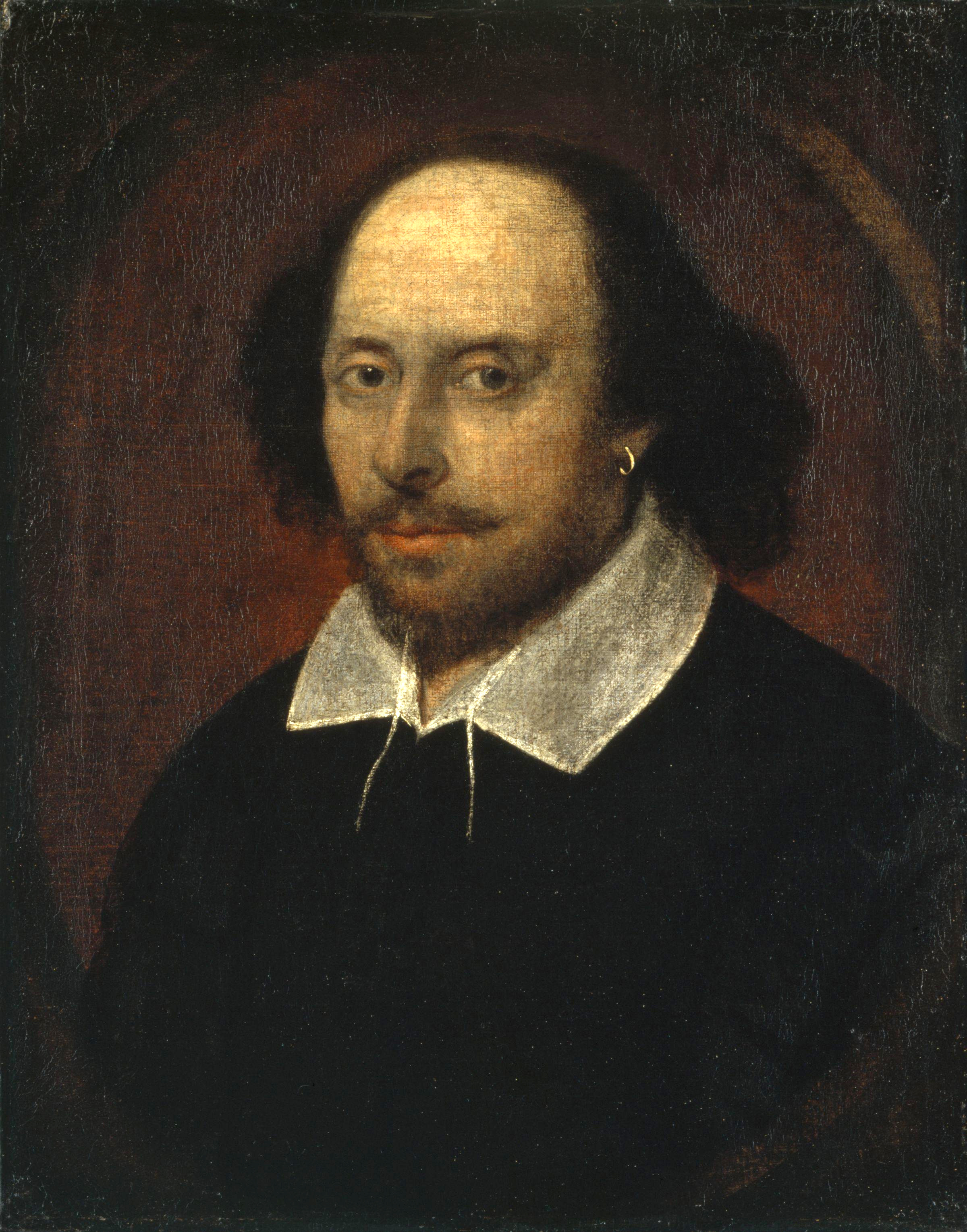
Suposat retrat de William Shakespeare.

Entre les primeres obres isabelines es troben Gorboduc (1561) de Sackville i Norton, i Thomas Kyd (1558–1594) The Spanish Tragedy (1592). Gorboduc destaca especialment com el primer drama en vers en anglès que empra el vers blanc, i per la forma en què desenvolupava elements, de les primeres obres de moralitat i la tragèdia senequina, en la direcció que seguirien els dramaturgs posteriors. The Spanish Tragedy és una tragèdia isabelina escrita per Thomas Kyd entre 1582 i 1592, que va ser popular i influent en el seu temps, i va establir un nou gènere en el teatre de la literatura anglesa, l'obra de venjança.
William Shakespeare (1564–1616) destaca en aquest període com a poeta i dramaturg encara insuperat. Shakespeare va escriure obres de teatre en diversos gèneres, com ara històries (com Ricard III i Enric IV), tragèdies (com Hamlet, Otel·lo i Macbeth ) comèdies (com Somni d'una nit d'estiu, Al vostre gust i Nit de Reis) i els romanços tardans o tragicomèdies. La carrera de Shakespeare continua en el període de Jaume I.
Altres figures importants del teatre isabelí inclouen Christopher Marlowe, i Ben Jonson, Thomas Dekker, John Fletcher i Francis Beaumont.

### Període de Jaume I (1603-1625)

#### Drama
A principis del segle XVII Shakespeare va escriure les anomenades "obres de teatre problemàtiques", així com una sèrie de les seves tragèdies més conegudes, com Macbeth i El Rei Lear. En el seu darrer període, Shakespeare es va dedicar al romanç o la tragicomèdia i va completar tres obres més importants, inclosa La tempesta. Menys desoladores que les tragèdies, aquestes quatre obres tenen un to més greu que les comèdies de la dècada de 1590, però acaben amb la reconciliació i el perdó d'errors potencialment tràgics.
Després de la mort de Shakespeare, el poeta i dramaturg Ben Jonson (1572–1637) va ser la principal figura literària del Període de Jaume I. L'estètica de Jonson es remunta a l'Edat Mitjana i els seus personatges encarnen la teoria dels humors, que es basava en la teoria mèdica contemporània. Les comèdies de Jonson inclouen Volpone (1605 o 1606) i Bartholomew Fair (1614). Altres que van seguir l'estil de Jonson inclouen Beaumont i Fletcher, que van escriure la popular comèdia The Knight of the Burning Pestle (probablement 1607–1608), una sàtira de la classe mitjana en ascens.
Un altre estil popular de teatre durant l'època de Jaume I va ser l'obra de venjança, que va ser popularitzada a l'època isabelina per Thomas Kyd (1558–1594), i posteriorment desenvolupada per John Webster (c. 1580 – c. 1632), The White Devil (1612) i The Duchess of Malfi (1613). Altres tragèdies de venjança inclouen The Changeling escrit per Thomas Middleton i William Rowley.

#### Poesia
George Chapman (c. 1559 – c. 1634) és recordat principalment per la seva famosa traducció el 1616 de la Ilíada i l'Odissea d'Homer al vers anglès. Aquesta va ser la primera traducció completa de qualsevol dels dos poemes a la llengua anglesa. La traducció va tenir una profunda influència en la literatura anglesa i va inspirar el famós sonet de John Keats "On First Looking into Chapman's Homer" (1816).
Shakespeare va popularitzar el sonet anglès, que va fer canvis significatius al model de Petrarca. Una col·lecció de 154 sonets, que tractaven temes com el pas del temps, l'amor, la bellesa i la mortalitat, es va publicar per primera vegada en un quart de 1609.
A més de Shakespeare i Ben Jonson, els principals poetes de principis del segle xvii incloïen els poetes metafísics: John Donne (1572–1631), George Herbert (1593–1633), Henry Vaughan, Andrew Marvell i Richard Crashaw. El seu estil es caracteritzava per l'enginy i les idees metafísiques, és a dir, símils o metàfores descabellats o inusuals.

#### Prosa
L'obra en prosa més important de principis del segle XVII va ser la Bíblia del rei Jaume. Aquest, un dels projectes de traducció més massius de la història de l'anglès fins ara, es va iniciar el 1604 i es va completar el 1611. Això representa la culminació d'una tradició de traducció de la Bíblia a l'anglès que va començar amb l'obra de William Tyndale, i es va convertir en la Bíblia estàndard de l'Església d'Anglaterra.

### Renaixement tardà (1625-1660)

#### Poesia
Els poetes metafísics John Donne (1572–1631) i George Herbert (1593–1633) seguien vius després de 1625, i més tard al segle XVII escrivia una segona generació de poetes metafísics, com Richard Crashaw (1613–1649), Andrew Marvell (1621–1671), Thomas Traherne (1636 o 1637–1674) i Henry Vaughan (1622–1695). Els poetes Cavalier van ser un altre grup important de poetes del segle xvii, que provenien de les classes que van donar suport al rei Carles I durant la Guerra Civil Anglesa (1642-1651). (El rei Carles va regnar a partir de 1625 i va ser executat el 1649). Els més coneguts dels poetes Cavalier són Robert Herrick, Richard Lovelace, Thomas Carew i Sir John Suckling. "No eren un grup formal, però tots estaven influenciats per" Ben Jonson. La majoria dels poetes Cavalier eren cortesans, amb notables excepcions. Robert Herrick era un dels que no era un cortesà, però el seu estil el marca com un poeta Cavalier. Les obres de cavalleria fan ús de l'al·legoria i les al·lusions clàssiques, i estan influenciades pels autors romans Horaci, Ciceró i Ovidi. John Milton (1608–1674) "va ser l'últim gran poeta del Renaixement anglès" i va publicar una sèrie d'obres abans de 1660, com L'Allegro (1631), Il Penseroso (1634), la mascarada Comus (1638) i Lycidas (1638). Tanmateix, les seves principals obres èpiques, inclosa El Paradís perdut (1667) es van publicar durant el període de la Restauració.

## Edat de la Restauració (1660-1700)
Amb la Restauració triomfen les novel·les angleses, amb noms com Daniel Defoe i John Bunyan. Els seus protagonistes són bons cristians que viuen aventures i viatges de creixement (en la tradició de la Bildungsroman alemanya).
Alguns autors intenten emular les cançons de gesta, ja que pensen que Anglaterra no té una gran epopeia nacional com altres països. En el vessant de la lírica, s'innova en la mètrica (John Dryden o Edmund Waller) i els temes giren al voltant de la tradició pastoral, on es lloa la vida senzilla del camp i els encontres entre el poeta i una pastora, per criticar el puritanisme oficial. Aphra Benn és una de les poques figures femenines recordades del període, obrint un camí professional fecund al romanticisme.
Els assaigs filosòfics que havien començat a conrear-se a l'anterior etapa assoleixen la seva maduresa, amb la figura de John Locke i el seu empirisme com a màxims exponents.
La literatura de la restauració inclou tant El Paradís perdut com Sodoma del comte de Rochester, la comèdia sexual de The Country Wife i la saviesa moral de The Pilgrim's Progress. Va veure Dos tractats sobre el govern civil de Locke, la fundació de la Royal Society, els experiments i les sagrades meditacions de Robert Boyle, els atacs histèrics als teatres de Jeremy Collier, els pioners de la crítica literària de Dryden i els primers diaris. La ruptura oficial de la cultura literària causada per la censura i els estàndards radicalment moralistes sota el règim purità de Cromwell va crear un buit en la tradició literària, permetent un començament aparentment nou per a totes les formes de literatura després de la Restauració. Durant l'Interregne, les forces reialistes adscrites a la cort de Carles I s'exiliaren amb el jove Carles II, de vint anys. La noblesa que viatjava amb Carles II es va allotjar, doncs, durant més d'una dècada enmig de l'escena literària del continent.

### Poesia

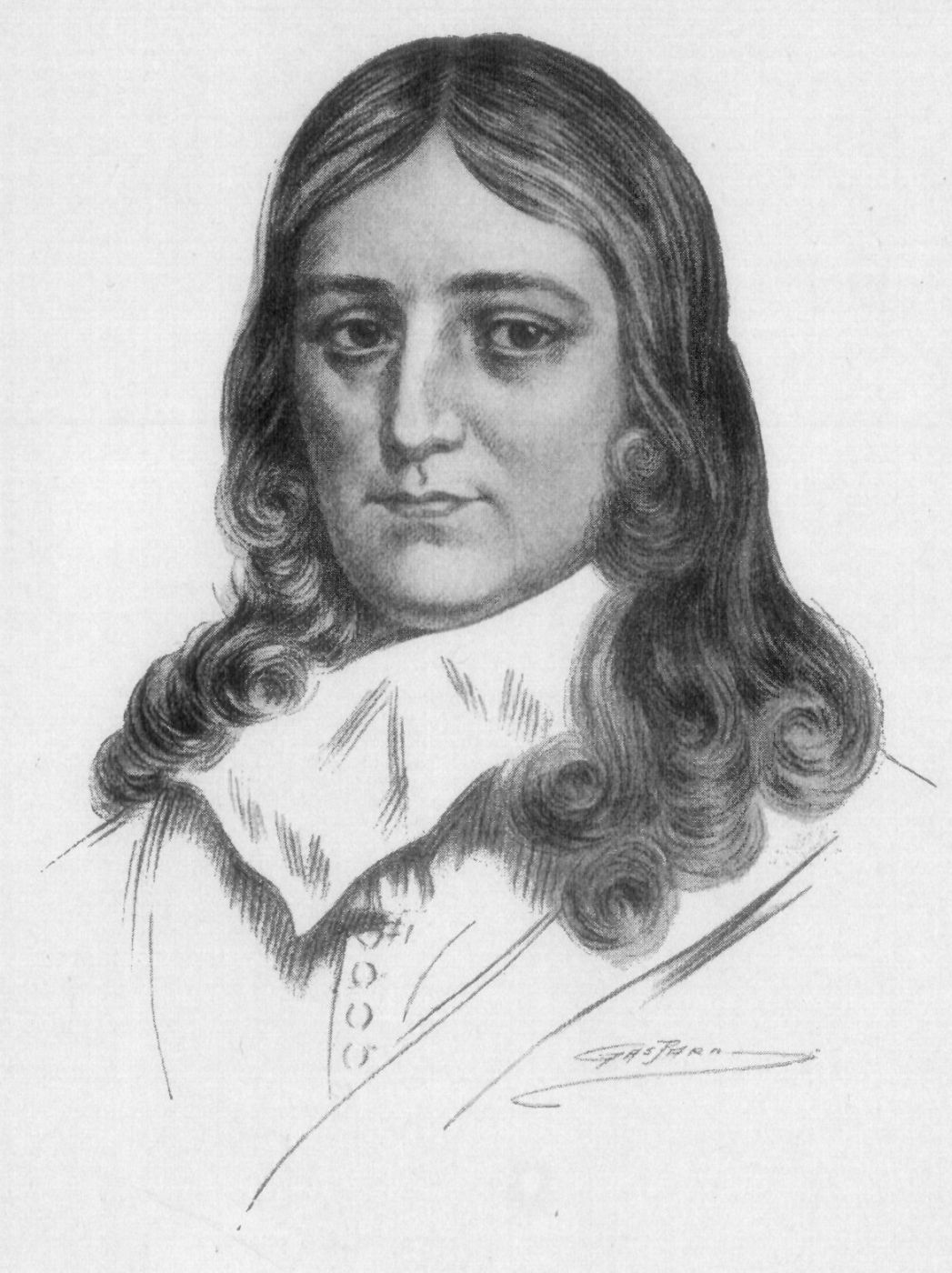
John Milton, el poema èpic religiós El Paradís perdut del qual es va publicar el 1667.

John Milton, un dels més grans poetes anglesos, va escriure en aquesta època de canvis religiosos i de convulsions polítiques. Milton és principalment conegut pel seu poema èpic El Paradís perdut (1667). La poesia i la prosa de Milton reflecteixen profundes conviccions personals, una passió per la llibertat i l'autodeterminació, i els problemes urgents i la turbulència política de la seva època. La seva celebrada Areopagitica, escrita per condemnar la censura prèvia a la publicació, es troba entre les defenses més influents i apassionades de la història de la llibertat d'expressió i la llibertat de premsa. La forma poètica més gran i important de l'època va ser la sàtira. En general, les sàtires es publicaven de manera anònima, ja que hi havia grans perills en estar associat a una sàtira.
John Dryden (1631–1700) va ser un influent poeta, crític literari, traductor i dramaturg anglès que va dominar la vida literària de l'Anglaterra de la Restauració fins al punt que el període va arribar a ser conegut en els cercles literaris com l'"Edat de Dryden". Va establir l'apariat heròic com una forma estàndard de la poesia anglesa. Els grans assoliments de Dryden van ser en vers satírics en obres com l'heroic MacFlecknoe (1682). Alexander Pope (1688–1744) va ser fortament influenciat per Dryden; altres escriptors del segle xviii van ser igualment influenciats tant per Dryden com per Pope.

### Prosa
La prosa a l'època de la Restauració estava dominada per l'escriptura religiosa cristiana, però la Restauració també va veure l'inici de dos gèneres que dominarien períodes posteriors: la ficció i el periodisme. L'escriptura religiosa sovint es desviava cap a l'escriptura política i econòmica, de la mateixa manera que l'escriptura política i econòmica implicava o abordava directament la religió. La Restauració també va ser l'època en què John Locke va escriure moltes de les seves obres filosòfiques. Els seus dos Tractats sobre el govern més tard van inspirar els pensadors de la revolució americana. La Restauració va moderar la major part de l'escriptura sectària més estrident, però el radicalisme va persistir després de la Restauració. Autors puritans com John Milton es van veure obligats a retirar-se de la vida pública o adaptar-se, i aquells autors que havien predicat contra la monarquia i que havien participat directament en el regicidi de Carles I van ser parcialment suprimits. En conseqüència, els escrits violents van ser forçats a la clandestinitat, i molts dels que havien servit a l'Interregne van atenuar les seves posicions en la Restauració. John Bunyan destaca més enllà d'altres autors religiosos de l'època. The Pilgrim's Progress de Bunyan és una al·legoria de la salvació personal i una guia per a la vida cristiana.

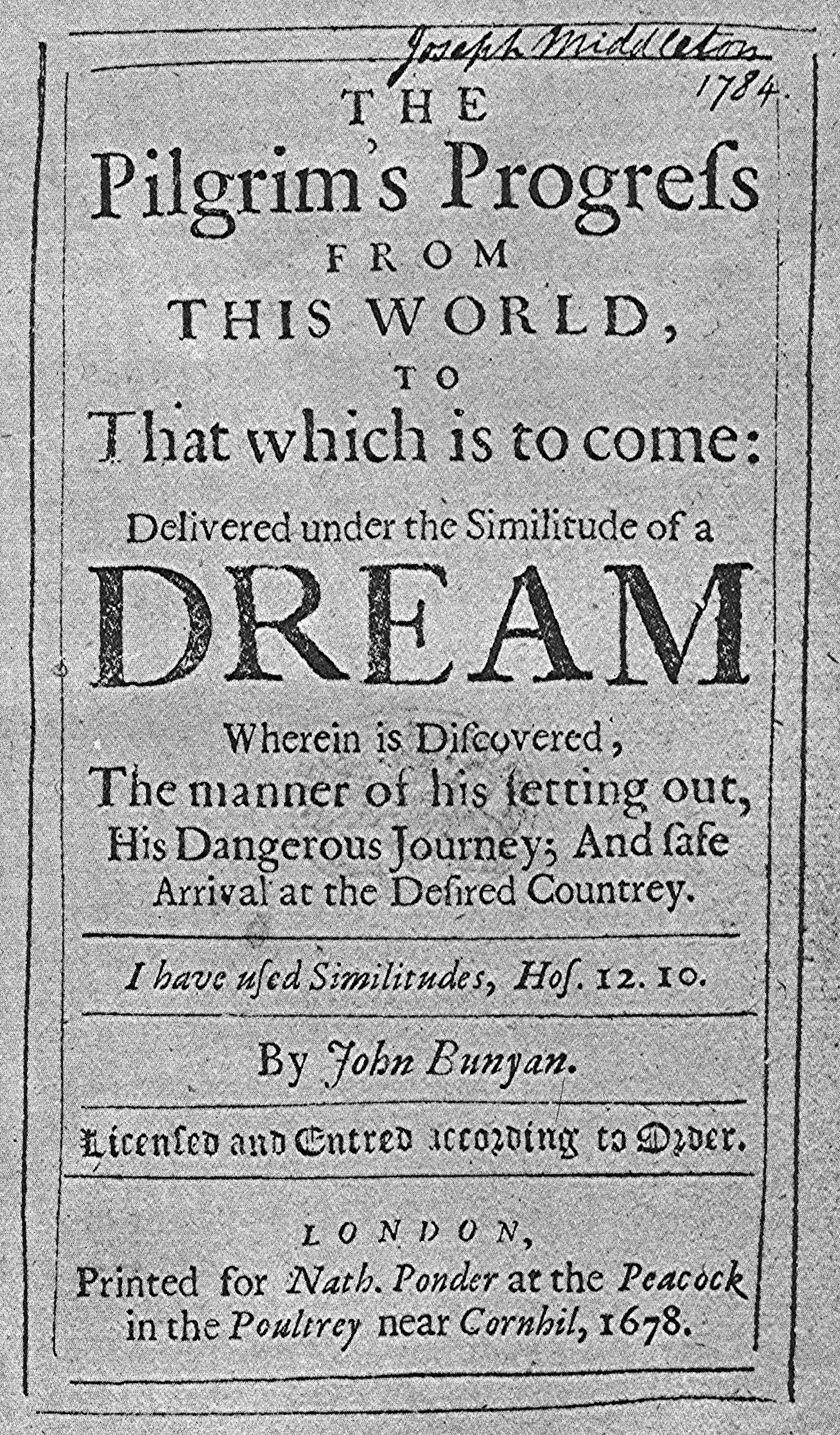
The Pilgrim's Progress de John Bunyan (1678)

Durant el període de la Restauració, la manera més habitual d'obtenir notícies era una publicació de gran format. Un sol full de paper gran pot tenir un relat escrit, generalment partidista, d'un esdeveniment.
És impossible datar satisfactòriament l'inici de la novel·la en anglès. Tanmateix, les llargues obres de ficció i les biografies de ficció van començar a distingir-se d'altres formes a Anglaterra durant el període de la Restauració. Una tradició de ficció romànica existent a França i Espanya era popular a Anglaterra. Una de les figures més significatives en l'auge de la novel·la durant el període de la Restauració és Aphra Behn, autora d'Oroonoko (1688), que no només va ser la primera dona novel·lista professional, sinó que pot ser una de les primeres novel·listes professionals de qualsevol sexe a Anglaterra.

### Drama
Tan bon punt es va aixecar la prohibició de l'anterior règim purità de les representacions escèniques públiques, el drama es va recrear ràpidament i abundant. Les obres de teatre més famoses del primer període de la Restauració són les comèdies no sentimentals o "dures" de John Dryden, William Wycherley i George Etherege, que reflecteixen l'atmosfera a la Cort i celebren un estil de vida aristocràtic masclista d'intrigues sexuals i conquestes inacabables. Després d'una forta caiguda tant de la qualitat com de la quantitat en la dècada de 1680, a mitjans de la dècada de 1690 es va produir una breu segona floració del drama, especialment la comèdia. Comèdies com The Way of the World (1700) de William Congreve i The Relapse (1696) i The Provoked Wife (1697) de John Vanbrugh eren "més suaus" i més del gust de la classe mitjana, molt diferents de l'extravaganza aristocràtica de vint anys abans, i dirigides a un públic més ampli.

## Segle XVIII

### Literatura augusta (1700–1745)
Durant el segle xviii, la literatura reflectia la cosmovisió de la Il·lustració: un enfocament racional i científic de les qüestions religioses, socials, polítiques i econòmiques que promovia una visió secular del món i un sentit general de progrés i perfectibilitat. Liderats pels filòsofs que es van inspirar en els descobriments del segle anterior de persones com Isaac Newton i els escrits de Descartes, John Locke i Francis Bacon. Van intentar descobrir i actuar sobre principis universalment vàlids que governen la humanitat, la natura i la societat. Van atacar de diverses maneres l'autoritat espiritual i científica, el dogmatisme, la intolerància, la censura i les restriccions econòmiques i socials. Consideraven l'estat l'instrument adequat i racional del progrés. El racionalisme i l'escepticisme extrems de l'època van conduir naturalment al deisme i també van contribuir a la reacció posterior del romanticisme. L'Encyclopédie de Denis Diderot resumia l'esperit de l'època.
El terme literatura augusta deriva d'autors de les dècades del 1720 i del 1730, que responien a un terme que Jordi I de la Gran Bretanya preferia per a ell mateix. Tot i que Jordi I pretenia que el títol reflectís el seu poder, en canvi hi veien un reflex de la transició de l'Antiga Roma d'una literatura rudimentària a una literatura altament política i polida. És una època d'exuberància i escàndol, d'enorme energia, inventiva i indignació, que reflectia una època en què anglesos, gal·lesos, escocesos i irlandesos es trobaven enmig d'una economia en expansió, la reducció de les barreres a l'educació i els inicis de la Revolució Industrial.

#### Poesia
Va ser durant aquesta època que el poeta James Thomson (1700–1748) va produir el seu melancòlic The Seasons (1728–30) i Edward Young (1681–1765) va escriure el seu poema Night Thoughts (1742), tot i que el poeta més destacat de l'època és Alexander Pope (1688–1744). També és l'època que va veure una seriosa competència pel model adequat per a la pastoral. En la crítica, els poetes van lluitar amb una doctrina del decorum, d'aconseguir una dicció que s'ajustés a la gravetat d'un tema. Al mateix temps, l'heroisme simulat estava en el seu zenit i Rape of the Lock (1712–17) i The Dunciad (1728–43) de Pope encara es consideren els millors poemes heroics simulats mai escrits. Pope també va traduir la Ilíada (1715–20) i l'Odissea (1725–26). Des de la seva mort, Pope ha estat en un estat constant de reavaluació.

#### Teatre
El teatre de la primera part del període va incloure les últimes obres de John Vanbrugh i William Congreve, tots dos continuadors de la comèdia de la Restauració amb algunes alteracions. No obstant això, la majoria de les posades en escena eren de farses menys importants i de tragèdies molt més greus i domèstiques. George Lillo i Richard Steele van produir formes de tragèdia altament morals, on els personatges i les preocupacions dels personatges eren completament de classe mitjana o treballadora. Això reflectia un canvi marcat en el públic de les obres, ja que el mecenatge reial ja no era la part important de l'èxit teatral. A més, Colley Cibber i John Rich van començar a rivalitzar entre ells per presentar espectacles cada cop més grans a l'escenari. Es va introduir la figura d'arlequí i es va començar a representar teatre de pantomima. Aquestes comèdies van ser força popular, i les obres van passar a ser terciàries respecte a la posada en escena. L'òpera també va començar a ser popular a Londres, i hi va haver una resistència literària significativa a aquesta incursió italiana. El 1728, John Gay va tornar al teatre amb The Beggar's Opera. La Llei de Llicències de 1737 va aturar bruscament gran part del teatre del període, ja que els teatres van tornar a estar sota control estatal.

#### Prosa
En prosa, la primera part del període va quedar eclipsada pel desenvolupament de l'assaig anglès. L'obra The Spectator, de Joseph Addison i Richard Steele, va establir la forma de l'assaig periòdic britànic. Tanmateix, aquesta també va ser l'època en què la novel·la anglesa va començar a sorgir. Daniel Defoe va deixar el periodisme i d'escriure vides criminals per a la premsa per passar a escriure vides criminals ficcionals amb Roxana i Gràcies i desgràcies de la famosa Moll Flanders. També va escriure Robinson Crusoe (1719).

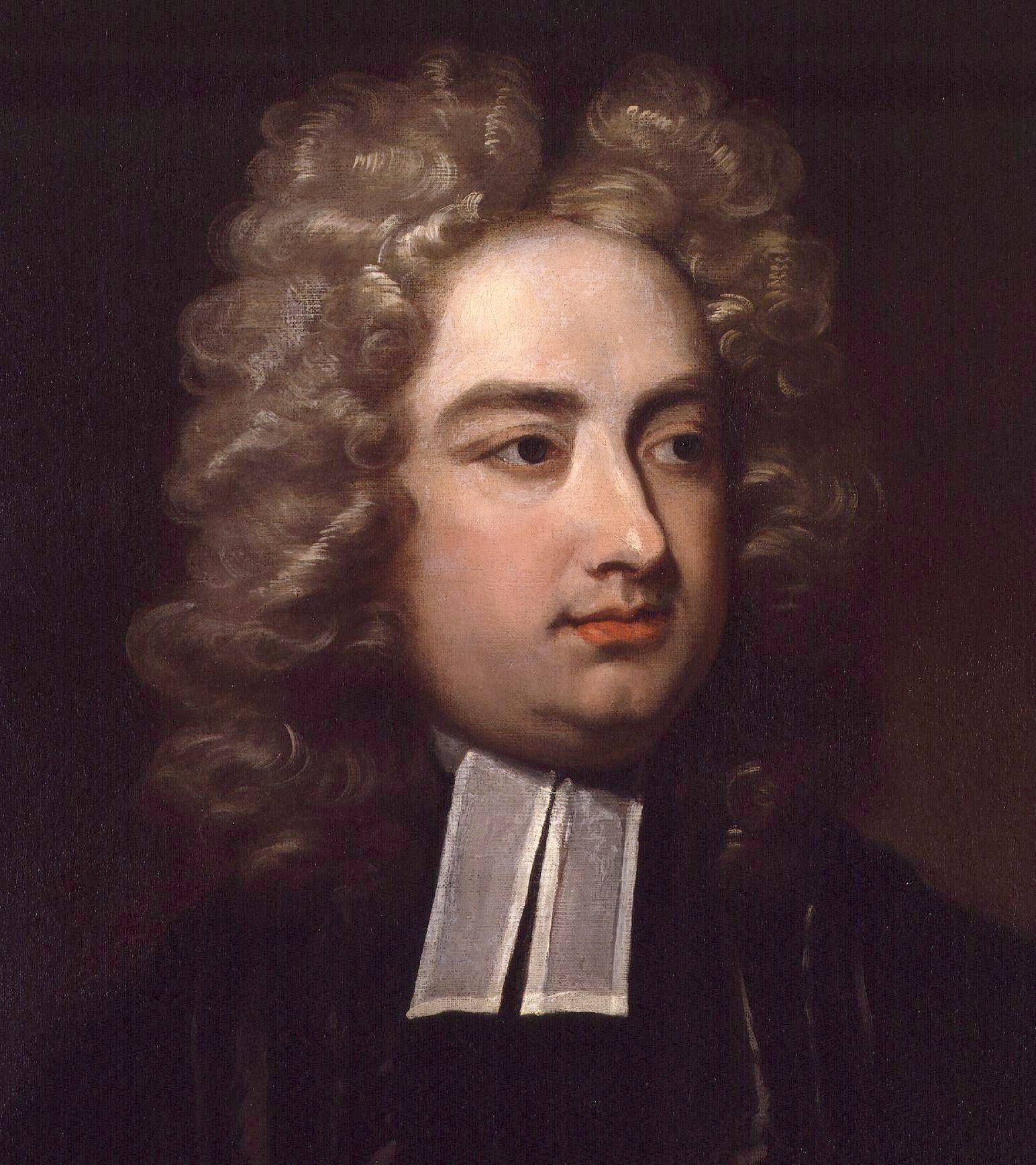
Jonathan Swift

Si Addison i Steele eren dominants en un tipus de prosa, Jonathan Swift, autor de la sàtira Els viatges de Gulliver, ho era en un altre. A Una proposició modesta i Drapier Letters, Swift va defensar a contracor el poble irlandès de les depredacions del colonialisme. Això va provocar disturbis i detencions, però Swift, que no estimava els catòlics romans irlandesos, es va indignar pels abusos que va veure.
Un efecte de la Llei de Llicències de 1737 va ser fer que més d'un aspirant a dramaturg es dediqués a escriure novel·les. Henry Fielding (1707–1754) va començar a escriure sàtires en prosa i novel·les després que les seves obres no poguessin passar la censura. Mentrestant, Samuel Richardson (1689–1761) havia produït Pamela, or Virtue Rewarded (1740), i Henry Fielding va atacar el que considerava absurd d'aquesta novel·la a Joseph Andrews (1742) i Shamela (1741). Posteriorment, Fielding va satiritzar Clarissa (1748) de Richardson amb Tom Jones (1749). Tobias Smollett (1721–1771) va elevar la novel·la picaresca amb obres com ara Roderick Random (1748) i Peregrine Pickle (1751).

### L'Edat de la Sensibilitat (1745–1798)

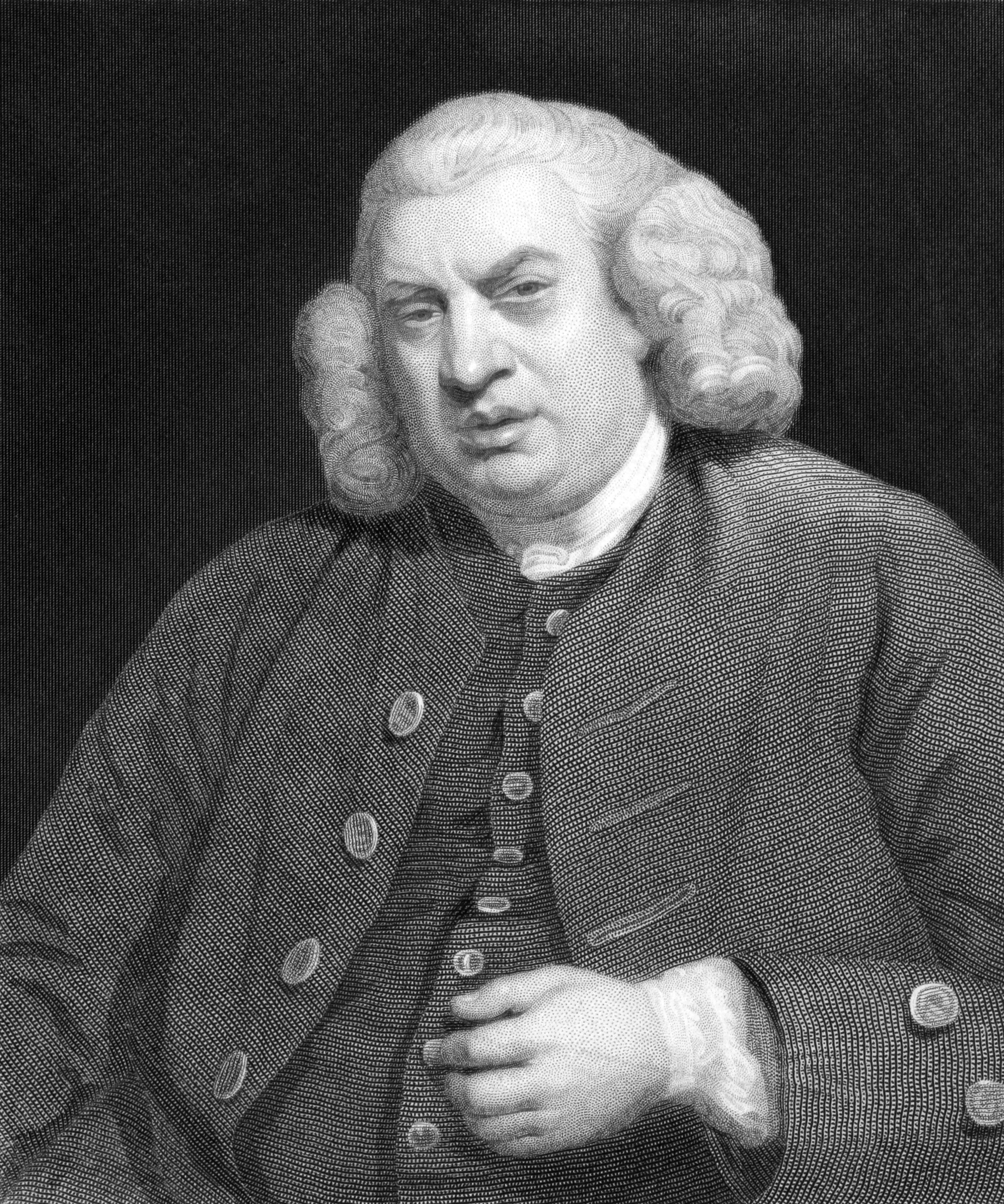
Samuel Johnson

Aquest període es coneix com l'Edat de la Sensibilitat, però també es descriu a vegades com l'"Edat de Johnson". Samuel Johnson (1709–1784), sovint anomenat Dr. Johnson, va ser un autor anglès que va fer contribucions duradores a la literatura anglesa com a poeta, assagista, moralista, crític literari, biògraf, editor i lexicògraf. Johnson ha estat descrit com "possiblement l'home de lletres més distingit de la història anglesa". Després de nou anys de treball, el 1755 es va publicar A Dictionary of the English Language de Johnson, que va tenir un efecte de gran abast en l'anglès modern i ha estat descrit com "un dels majors èxits individuals de l'erudició".
La segona meitat del segle XVIII va veure l'aparició de tres grans autors irlandesos: Oliver Goldsmith (1728–1774), Richard Brinsley Sheridan (1751–1816) i Laurence Sterne (1713–1768). Goldsmith és l'autor de The Vicar of Wakefield (1766), un poema pastoral The Deserted Village (1770) i dues obres de teatre, The Good-Natur'd Man (1768) i She Stoops to Conquer (1773). La primera obra de Sheridan, The Rivals (1775), es va representar al Covent Garden i va ser un èxit immediat. Va arribar a ser el dramaturg londinenc més important de finals del segle xviii amb una obra com The School for Scandal. Tant Goldsmith com Sheridan van reaccionar contra la comèdia sentimental del teatre del segle xviii, escrivint obres més properes a l'estil de la comèdia de la Restauració.
Sterne va publicar la seva famosa novel·la Vida i opinions de Tristram Shandy per parts entre 1759 i 1767. El 1778, Frances Burney (1752–1840) va escriure Evelina, una de les primeres novel·les de costums. Les novel·les de Fanny Burney «van ser gaudides i admirades per Jane Austen».

#### Precursors del Romanticisme
El moviment romàntic en la literatura anglesa de principis del segle XIX té les seves arrels en la poesia del segle xviii, la novel·la gòtica i la novel·la de la sensibilitat. Això inclou els poetes de cementeris, de la dècada de 1740 i posteriors, les obres dels quals es caracteritzen per meditacions ombrívoles sobre la mortalitat. A això s'hi va afegir, per part de professionals posteriors, un sentiment per allò "sublim" i inquietant, i un interès per les formes poètiques angleses antigues i la poesia popular. Entre els poetes hi ha Thomas Gray (1716–1771), amb Elegy Writtehn in a Country Churchyard (1751) i Edward Young (1683–1765), amb The Complaint, or Night Thoughts on Life, Death and Immortality (1742–45). Altres precursors són James Thomson (1700–1748) i James Macpherson (1736–1796). James Macpherson va ser el primer poeta escocès a obtenir una reputació internacional, i afirmava haver trobat poesia escrita pel bard Ossian.
La novel·la sentimental o "novel·la de la sensibilitat" és un gènere que es va desenvolupar durant la segona meitat del segle xviii. Celebra els conceptes emocionals i intel·lectuals del sentiment, el sentimentalisme i la sensibilitat. El sentimentalisme, que s'ha de distingir de la sensibilitat, va ser una moda tant en la poesia com en la prosa de ficció que va començar al segle XVIII com a reacció al racionalisme de l'època augusta. Entre les novel·les sentimentals més famoses en anglès hi ha Pamela, or Virtue Rewarded (1740) de Samuel Richardson, Vicar of Wakefield (1766) d'Oliver Goldsmith, Vida i opinions de Tristram Shandy (1759–67) de Laurence Sterne i The Man of Feeling (1771) de Henry Mackenzie.
Influències estrangeres significatives van ser els alemanys Goethe, Schiller i August Wilhelm Schlegel i el filòsof i escriptor francès Jean-Jacques Rousseau (1712–1778). Una altra influència important és A Philosophical Enquiry into the Origin of Our Ideas of the Sublime and Beautiful (1757), d'Edmund Burke. El canvi de paisatge, provocat per les revolucions industrial i agrícola, va ser una altra influència en el creixement del moviment romàntic a la Gran Bretanya.
A finals del segle xviii, la novel·la The Castle of Otranto de Horace Walpole, publicada el 1764, va crear el gènere de ficció gòtica, que combina elements de terror i novel·la de cavalleries. Ann Radcliffe va introduir la figura taciturna del dolent gòtic que va evolucionar fins a convertir-se en l'heroi byronià. Els seus The Mysteries of Udolpho (1795) es cita sovint com la novel·la gòtica arquetípica. Una generació posterior d'escriptura gòtica va sorgir amb Mary Shelley (1797–1851), recordada com l'autora de Frankenstein (1818).

#### L'auge de la literatura americana
La reeixida Guerra d'Independència liderada pels colons a l'Amèrica del Nord britànica de 1775 a 1783 va donar lloc a la formació dels Estats Units. Això va conduir a la divergència de les lletres angleses en el que es va convertir en els Estats Units del corrent principal de la literatura anglesa, donant lloc al desenvolupament d'una nova literatura americana que buscava distingir-se com a part de la formació d'una nova identitat social i cultural americana. Aquesta va ser la primera literatura en llengua anglesa que es va desenvolupar fora de les Illes Britàniques. El període colonial tardà ja va veure la publicació d'importants tractats en prosa que reflectien els debats polítics que van culminar amb la Revolució Americana, escrits per personalitats importants com Samuel Adams, Josiah Quincy, John Dickinson i Joseph Galloway, aquest últim un lleial a la corona. Dues figures clau van ser Benjamin Franklin i Thomas Paine. L'Almanac del pobre Richard de Franklin i L'Autobiografia de Benjamin Franklin són obres estimades pel seu enginy i influència en la formació d'una identitat americana emergent. Els escrits de Paine Sentit comú i The American Crisis, es consideren clau en la influència del to polític de l'època.
Durant la Guerra de la Independència, poemes i cançons com ara "Nathan Hale " van ser populars. Entre els principals satírics hi havia John Trumbull i Francis Hopkinson. Philip Morin Freneau també va escriure poemes sobre la guerra.
En el període de postguerra, Thomas Jefferson va establir el seu lloc en la literatura americana a través de la seva autoria de la Declaració d'Independència, la seva influència en la Constitució dels Estats Units, la seva autobiografia, les seves Notes on the State of Virginia i les seves nombroses cartes. Els assaigs que posteriorment serien recopilats a El Federalista d'Alexander Hamilton, James Madison i John Jay van presentar una important discussió històrica sobre l'organització del govern americà i els valors republicans. Fisher Ames, James Otis i Patrick Henry també són valorats pels seus escrits i discursos polítics.
La literatura americana primerenca va lluitar per trobar una veu única en el gènere literari existent, i aquesta tendència es va reflectir en les novel·les. Els estils europeus eren imitats amb freqüència, però els crítics solien considerar les imitacions com a inferiors. A finals del segle XVIII i principis del XIX es van publicar les primeres novel·les americanes. Aquestes ficcions eren massa llargues per ser impreses per a la lectura pública. Els editors van arriscar-se amb aquestes obres amb l'esperança que es convertissin en vendes estables i que s'haguessin de reimprimir. Aquest esquema va tenir èxit finalment perquè les taxes d'alfabetització masculina i femenina estaven augmentant en aquell moment. Entre les primeres novel·les americanes hi ha Adventures of Alonso, de Thomas Attwood Digges, publicada a Londres el 1775, i The Power of Sympathy, de William Hill Brown, publicada el 1789. La novel·la de Brown descriu una tràgica història d'amor entre germans que es van enamorar sense saber que eren parents. També van destacar escriptores importants com Susanna Rowson, que va escriure Charlotte: A Tale of Truth (posteriorment reeditada com a Charlotte Temple). Charlotte Temple és un relat de seducció influenciat per les novel·les de l'escriptor anglès Samuel Richardson, escrites en tercera persona, que adverteix contra escoltar la veu de l'amor i aconsella la resistència. També va escriure nou novel·les, sis obres teatrals, dos reculls de poesia, sis llibres de text i innombrables cançons. Amb més d'un milió i mig de lectors durant més d'un segle i mig, Charlotte Temple va ser la novel·la més venuda del segle XIX abans de La cabana de l'oncle Tom de Stowe. Una altra escriptora important va ser Hannah Webster Foster, que va escriure el popular The Coquette: Or, the History of Eliza Wharton, publicat el 1797. The Coquette, la història d'una dona que és seduïda i posteriorment abandonada, ha estat elogiada per la seva demostració de les idees contradictòries de l'època sobre la feminitat. fins i tot quan ha estat criticat per deslegitimar la protesta contra la subordinació de les dones. Altres escriptors americans importants dels primers anys inclouen Charles Brockden Brown, William Gilmore Simms, Lydia Maria Child i John Neal.

## Romanticisme (1798–1837)
El Romanticisme va ser un moviment artístic, literari i intel·lectual que es va originar a Europa cap a finals del segle XVIII. El romanticisme va arribar més tard a altres parts del món angloparlant.

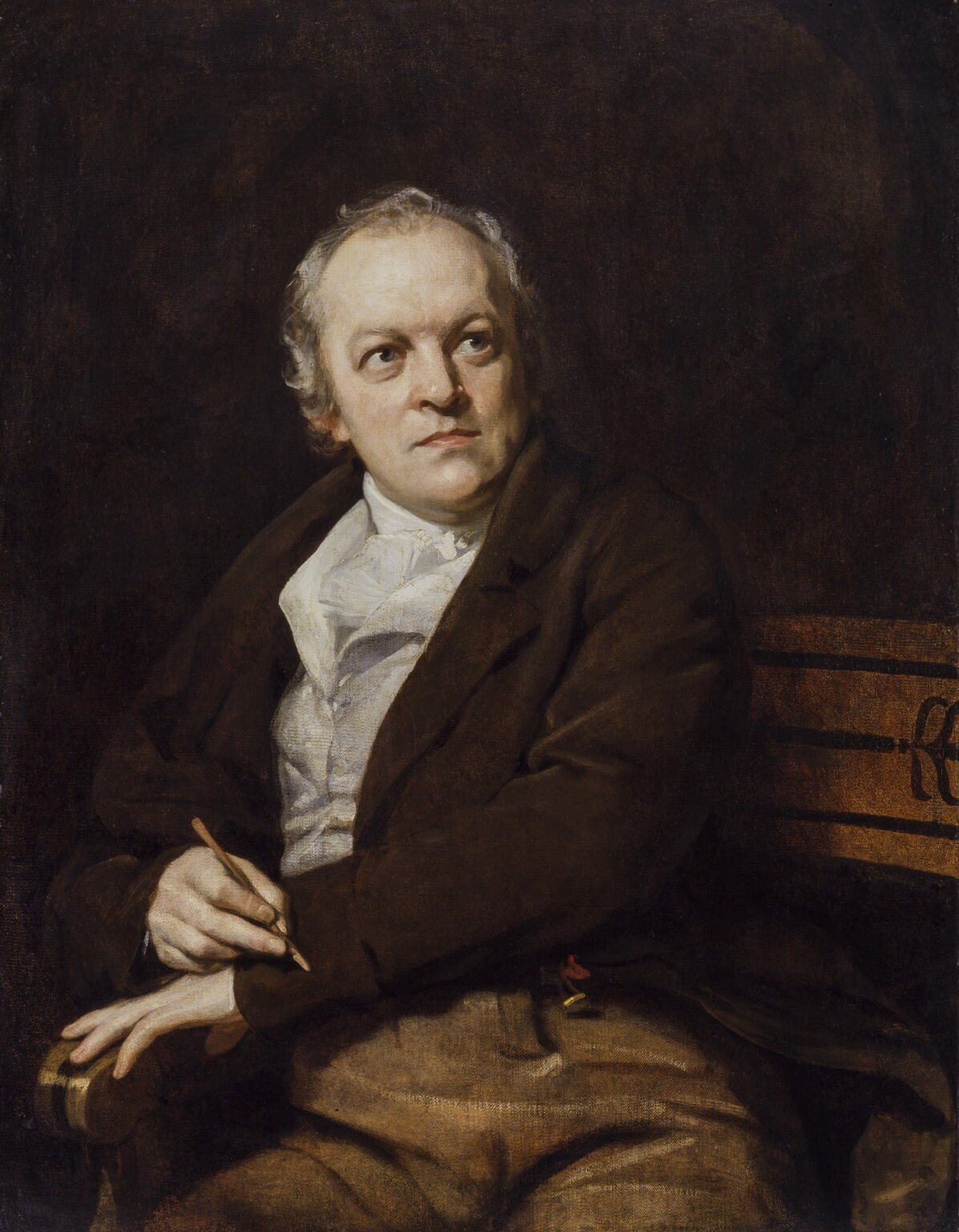
Guillem Blake

El període romàntic va ser un dels principals canvis socials a Anglaterra i Gal·les, a causa de la despoblació del camp i el ràpid desenvolupament de ciutats industrials superpoblades, que va tenir lloc aproximadament entre 1750 i 1850. El moviment de tantes persones a Anglaterra va ser el resultat de dues forces: la Revolució Agrícola, que va implicar el tancament de la terra, expulsant els treballadors de la terra, i la Revolució Industrial, que els va proporcionar feina. El Romanticisme es pot veure en part com una reacció a la Revolució Industrial, tot i que també va ser una revolta contra les normes socials i polítiques aristocràtiques de la Il·lustració, així com una reacció contra la racionalització científica de la natura. La Revolució Francesa va ser una influència especialment important en el pensament polític de molts dels poetes romàntics.
El paisatge sovint és prominent en la poesia d'aquest període, tant és així que els romàntics, especialment potser Wordsworth, sovint són descrits com a "poetes de la natura". Tanmateix, els "poemes de la natura" romàntics més llargs tenen un abast més ampli perquè solen ser meditacions sobre "un problema emocional o una crisi personal".

### Poesia romàntica
Robert Burns (1759–1796) va ser un pioner del moviment romàntic i, després de la seva mort, es va convertir en una icona cultural a Escòcia. El poeta, pintor i gravador William Blake (1757–1827) va ser un altre dels primers poetes romàntics. Tot i que Blake va ser generalment desconegut durant la seva vida, ara és considerat una figura seminal en la història tant de la poesia com de les arts visuals del Romanticisme. Entre les seves obres més importants hi ha Songs of Innocence (1789) i Songs of Experience (1794) «i 'profecies' profundes i difícils», com ara Visions of the Daughters of Albion (1793), The First Book of Urizen (1794), Milton (1804-11), Jerusalem: the Emanation of the Giant Albion (1804-c. 1820).
Després de Blake, entre els primers romàntics hi havia els Lake Poets (poetes del Lake District), com ara William Wordsworth (1770–1850), Samuel Taylor Coleridge (1772–1834), Robert Southey (1774–1843) i el periodista Thomas de Quincey (1785–1859). No obstant això, en aquell moment Walter Scott (1771–1832) era el poeta més famós.
Els primers poetes romàntics van aportar un nou emocionalisme i introspecció, i la seva aparició està marcada pel primer manifest romàntic de la literatura anglesa, el "Prefaci" de Lyrical Ballads (1798). Els poemes de Lyrical Ballads eren majoritàriament de Wordsworth, tot i que Coleridge va contribuir amb " Rime of the Ancient Mariner". Entre els poemes més importants de Wordsworth hi ha "Lines Written a Few Miles above Tintern Abbey", "Resolution and Independence", "Ode: Intimations of Immortality from Recolletions of Early Childhood" i l'epopeia autobiogràfica The Prelude.
Robert Southey (1774–1843) va ser un altre dels anomenats "Lake Poets", i un poeta de la cort durant 30 anys, tot i que la seva fama ha estat eclipsada durant molt de temps per William Wordsworth i Samuel Taylor Coleridge. Thomas De Quincey (1785–1859) és conegut sobretot per les seves Confessions of an English Opium-Eater (1821). L'assagista William Hazlitt (1778–1830), amic tant de Coleridge com de Wordsworth, és conegut avui dia sobretot per la seva crítica literària, especialment Character of Shakespeare's Plays (1817–1818).

#### Segona generació

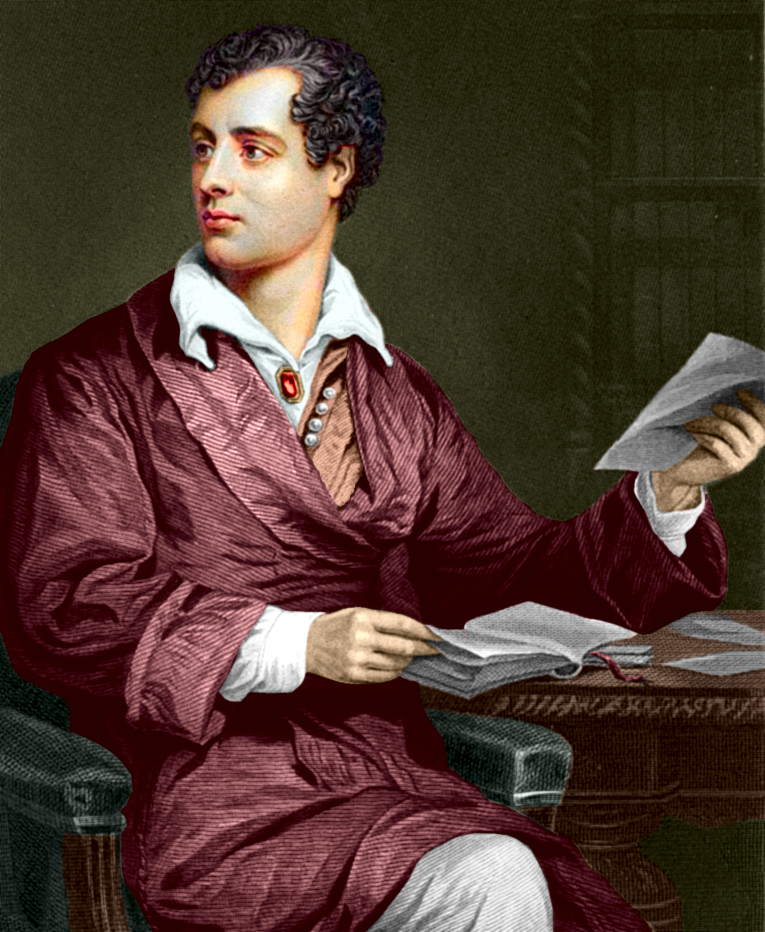
Lord Byron

La segona generació de poetes romàntics inclou Lord Byron (1788–1824), Percy Bysshe Shelley (1792–1822), Felicia Hemans (1793–1835) i John Keats (1795–1821). Byron, però, encara estava influenciat pels satírics del segle XVIII i era potser el menys "romàntic" dels tres, preferint "l'enginy brillant de Pope al que ell anomenava el 'sistema poètic equivocat' dels seus contemporanis romàntics". Byron va aconseguir una enorme fama i influència a tot Europa i Goethe va anomenar Byron "sens dubte el geni més gran del nostre segle".
Shelley és potser més conegut per Ode to the West Wind, To a Skylark i Adonais, una elegia escrita sobre la mort de Keats. El seu cercle proper d'admiradors incloïa els pensadors més progressistes de l'època. Una obra com Queen Mab (1813) revela Shelley «com l'hereu directe dels intel·lectuals revolucionaris francesos i britànics de la dècada del 1790». Shelley es va convertir en un ídol de les tres o quatre generacions següents de poetes, incloent-hi importants poetes victorians i prerafaelites com Robert Browning i Dante Gabriel Rossetti, així com més tard W. B. Yeats.
Tot i que John Keats compartia la política radical de Byron i Shelley, "la seva millor poesia no és política", sinó que és especialment coneguda per la seva música i imatges sensuals, juntament amb una preocupació per la bellesa material i la transitorietat de la vida. Entre les seves obres més famoses hi ha "Ode to a Nightingale", "Ode on a Grecian Urn" i "To Autumn". Keats sempre ha estat considerat un gran romàntic, "i la seva estatura com a poeta ha crescut constantment a través de tots els canvis de moda".
Tot i mantenir-se fidel a les seves formes, Felicia Hemans va iniciar un procés de soscavar la tradició romàntica, una desconstrucció que va continuar Letitia Elizabeth Landon, com a «poeta urbana profundament atenta als temes de la decadència i la descomposició». Les formes novedoses de romanç mètric i monòleg dramàtic de Landon van ser molt copiades i van contribuir a la seva influència duradora en la poesia victoriana.

#### Altres poetes
Un altre poeta important d'aquest període va ser John Clare (1793–1864), fill d'un jornaler agrícola, que va arribar a ser conegut per les seves representacions festives de la campinya anglesa i el seu lament pels canvis que s'estaven produint a l'Anglaterra rural. La seva poesia ha estat objecte d'una important reavaluació i sovint se'l considera un dels poetes més importants del segle XIX.
George Crabbe (1754–1832) va ser un poeta anglès que, durant el període romàntic, va escriure "retrats realistes i ben observats de la vida rural […] en els coplets heroics de l'època augusta". El crític modern Frank Whitehead ha dit que "Crabbe, en els seus contes en vers en particular, és un poeta important —de fet, un gran— l'obra del qual ha estat i encara està seriosament infravalorada".

### Novel·la romàntica
Un dels novel·listes més populars de l'època va ser Sir Walter Scott, les novel·les històriques del qual van inspirar una generació de pintors, compositors i escriptors de tota Europa. La carrera de novel·lista de Scott va començar el 1814 amb Waverley, sovint anomenada la primera novel·la històrica.

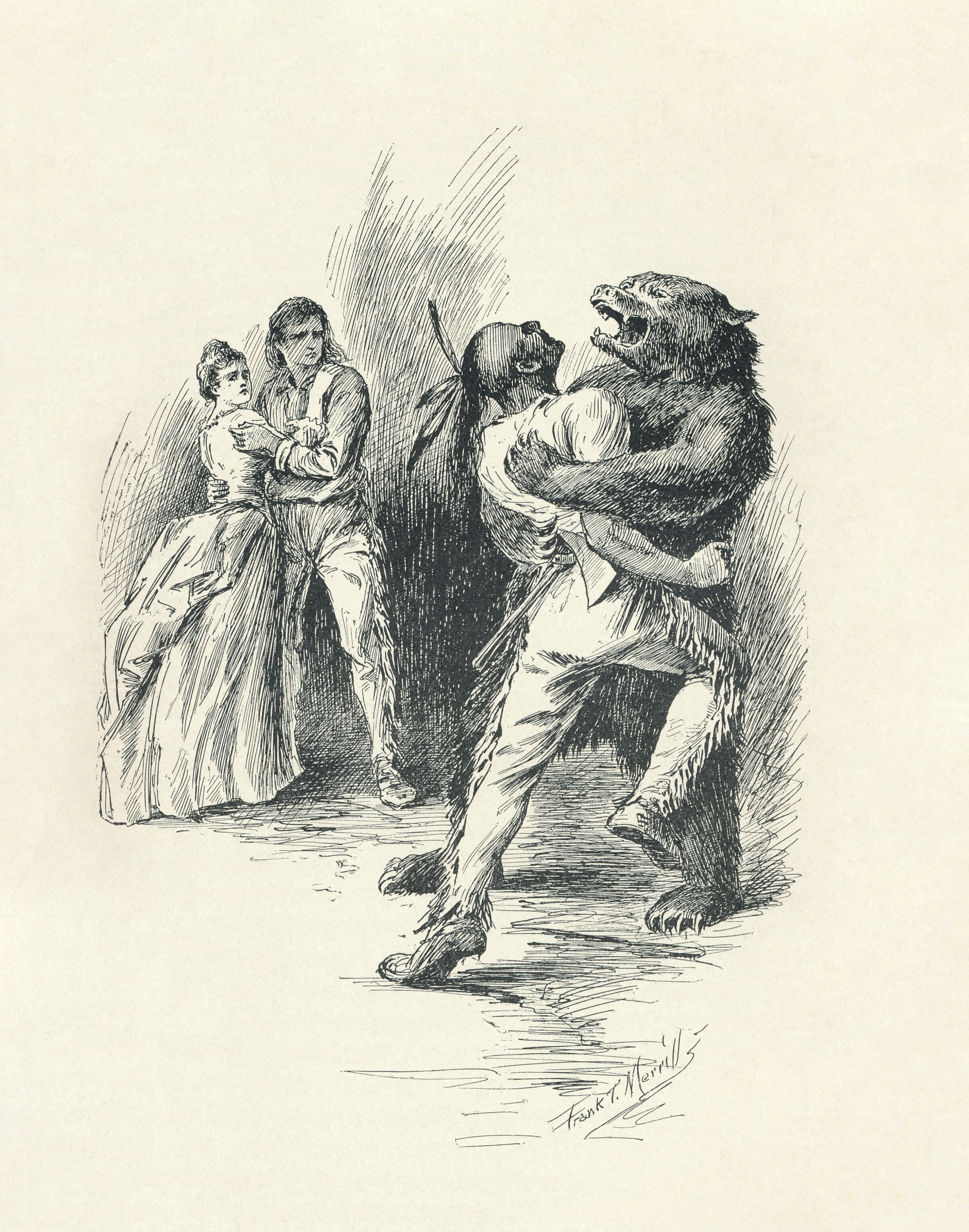
The Last of the Mohicans
Il·lustració de l'edició de 1896,
per J.T. Merrill

Les obres de Jane Austen (1775–1817) critiquen les novel·les sensibilistes de la segona meitat del segle XVIII i formen part de la transició cap al realisme del segle XIX. Les seves trames en novel·les com Orgull i prejudici (1813) i Emma (1815), tot i que fonamentalment còmiques, destaquen la dependència de les dones del matrimoni per assegurar-se la posició social i la seguretat econòmica.

### Romanticisme a Amèrica
El moviment romàntic europeu va arribar a Amèrica a principis del segle XIX. El romanticisme americà va ser tan polifacètic i individualista com ho va ser a Europa. Igual que els europeus, els romàntics americans van demostrar un alt nivell d'entusiasme moral, compromís amb l'individualisme i el desplegament del jo, una èmfasi en la percepció intuïtiva i la suposició que el món natural era inherentment bo, mentre que la societat humana era corrupta.
La literatura gòtica romàntica va fer una aparició primerenca amb La llegenda de Sleepy Hollow (1820) i Rip Van Winkle (1819) de Washington Irving. Hi ha elements pintorescos de "color local" als assajos de Washington Irving i especialment als seus llibres de viatges. A partir de 1823, el prolífic i popular novel·lista James Fenimore Cooper (1789–1851) va començar a publicar les seves novel·les històriques sobre la vida a la frontera i als indis. Tanmateix, els contes macabres d'Edgar Allan Poe que van aparèixer per primera vegada a principis de la dècada de 1830 i la seva poesia van tenir més influència a França que al seu país.

## Literatura victoriana (1837–1901)

### Sage writing

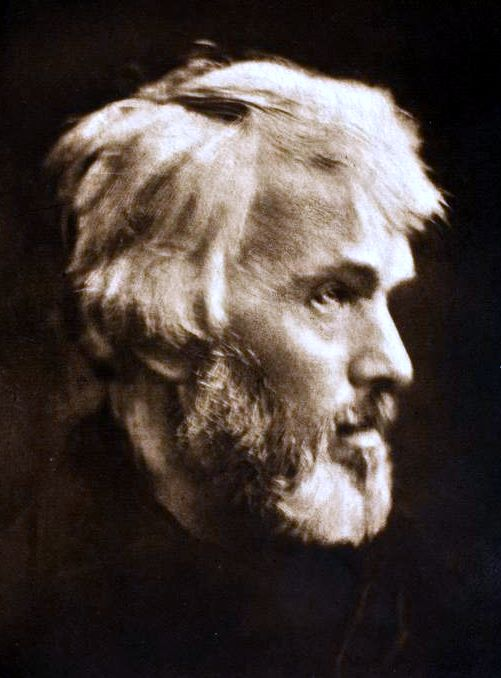
Thomas Carlyle per Julia Margaret Cameron, 1867

Durant aquests anys, el sage writing (literalment 'escriptura savia') es va desenvolupar com un nou gènere literari en què l'autor buscava "expressar nocions sobre el món, la situació de l'home en ell i com hauria de viure". John Holloway va identificar Benjamin Disraeli (1804–1881), George Eliot (1819–1880), John Henry Newman (1801–1890) i Thomas Hardy (1840–1928) com a escriptors d'aquest tipus. El més destacat d'ells va ser Thomas Carlyle (1795–1881), un assagista, historiador i filòsof escocès que va esdevenir "el cap indiscutible de les lletres angleses" al segle xix. Conegut com el Sage of Chelsea (el savi de Chelsea), l'autor altament prolífic va criticar la Revolució Industrial, va predicar el culte als herois, i va atacar l'economia política en una sèrie d'obres escrites en el seu estil únic, que rep el nom de carlylese. La seva influència en la literatura victoriana va ser gairebé universal; el 1855, Eliot va escriure que «gairebé no hi ha una ment superior o activa d'aquesta generació que no hagi estat modificada pels escrits de Carlyle»; amb l'efecte que si els seus llibres «es cremessin tots com els més grandiosos dels satis a la seva pira funerària, seria només com tallar un roure després que les seves glans hagin sembrat un bosc».
John Ruskin (1819–1900) va ser un crític d'art i filòsof angloescocès que va escriure en una línia similar, considerant Carlyle com el seu mestre. La primera part de la seva carrera va estar dedicada a l'estètica, defensant Turner i la Germandat Prerafaelita. Més tard es va dedicar a l'ètica, exposant les seves idees sobre la reforma educativa i l'economia política, que havien de tenir una gran influència en les pràctiques a Anglaterra i arreu del món. Matthew Arnold (1822–1888) va ser un poeta i crític anglès que també és considerat un escriptor savi, famós per les seves crítiques al filistinisme.

### Novel·la victoriana
Va ser a l'època victoriana (1837–1901) que la novel·la es va convertir en el gènere literari principal en anglès. Les dones van tenir un paper important en aquesta creixent popularitat tant com a autores com a lectores, i la publicació mensual de ficció per serials també va fomentar aquest augment de popularitat, i van seguir més canvis a la Llei de Reforma de 1832. Això va ser, en molts sentits, una reacció a la ràpida industrialització i als problemes socials, polítics i econòmics que hi associaven, i va ser una manera de comentar els abusos del govern i la indústria i el patiment dels pobres, que no es beneficiaven de la prosperitat econòmica d'Anglaterra. Exemples significatius d'aquest gènere són Sybil, or The Two Nations (1845) de Benjamin Disraeli i Alton Locke (1849) de Charles Kingsley.

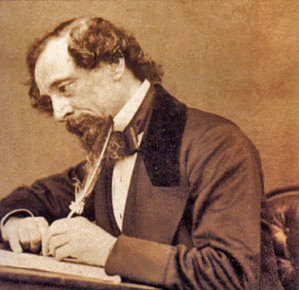
Carles Dickens

Charles Dickens (1812–1870) va emergir a l'escena literària a finals de la dècada de 1830 i aviat es va convertir en el novel·lista més famós de la història de la literatura anglesa. Dickens va satiritzar ferotgement diversos aspectes de la societat, com ara les cases de treball a Oliver Twist i els errors del sistema legal a El casalot. Un dels primers rivals de Dickens va ser William Makepeace Thackeray (1811–1863), que durant el període victorià només el va classificar en segon lloc, però ara és conegut gairebé exclusivament per la novel·la Vanity Fair (1847). Les germanes Brontë, Emily, Charlotte i Anne, van ser altres novel·listes importants a les dècades de 1840 i 1850. Jane Eyre (1847), l'obra més famosa de Charlotte Brontë, va ser la primera de les novel·les de les germanes que va tenir èxit. La novel·la d'Emily Brontë (1818–1848) va ser Cims borrascosos i, segons Juliet Gardiner, "la vívida passió sexual i el poder del seu llenguatge i imatges van impressionar, desconcertar i horroritzar els crítics", i van fer que el públic victorià i molts dels primers crítics pensessin que havia estat escrita per un home. La llogatera de Wildfell Hall (1848) d'Anne Brontë es considera ara una de les primeres novel·les feministes.
Elizabeth Gaskell (1810–1865) també va ser una escriptora d'èxit i el seu llibre North and South contrasta l'estil de vida del nord industrial d'Anglaterra amb el sud més ric. Anthony Trollope (1815–1882) va ser un dels novel·listes anglesos més reeixits, prolífics i respectats de l'època victoriana. Les novel·les de Trollope retraten les vides de les classes terratinents i professionals de principis de l'Anglaterra victoriana. George Eliot, pseudònim de Mary Ann Evans, va ser una important novel·lista de mitjans de l'època victoriana. Les seves obres, especialment Middlemarch (1871–72), són exemples importants de realisme literari i són admirades per la seva combinació d'alt detall literari victorià amb una amplitud intel·lectual que les allunya dels estrets límits geogràfics que sovint representen.
George Meredith (1828–1909) és més recordat per les seves novel·les The Ordeal of Richard Feverel (1859) i The Egoist (1879). «La seva reputació es va mantenir molt alta fins ben entrat» el segle xx, però després va decaure. L'interès pels assumptes rurals i la situació social i econòmica canviant del camp es veu a les novel·les de Thomas Hardy (1840–1928), com ara The Mayor of Casterbridge (1886) i Tess of the d'Urbervilles (1891). Hardy és un realista victorià, en la tradició de George Eliot, i, com Charles Dickens, també va ser molt crític amb gran part de la societat victoriana. Un altre novel·lista important de finals del segle xix és George Gissing (1857–1903), que va publicar 23 novel·les entre 1880 i 1903. La seva novel·la més coneguda és New Grub Street (1891).
Tot i que és anterior a The King of the Golden River de John Ruskin del 1841, generalment es diu que la història del gènere fantàstic modern comença amb George MacDonald (1824–1905), l'influent autor de The Princess and the Goblin i Phantastes (1858). William Morris (1834–1896) va escriure una sèrie de romanços a les dècades de 1880 i 1890 que es consideren les primeres obres d'alta fantasia.

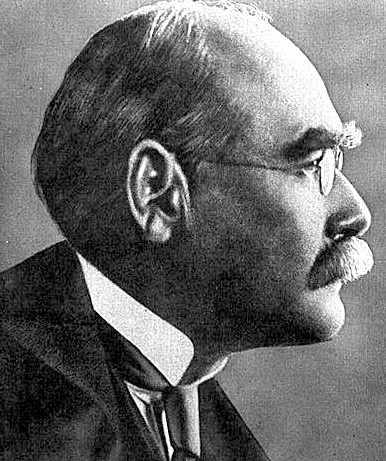
Rudyard Kipling

La novel·la epistolar de Wilkie Collins, The Moonstone (1868), es considera generalment la primera novel·la detectivesca en llengua anglesa. Robert Louis Stevenson (1850–1894) va ser un important escriptor escocès de finals del segle xix, autor de L'estrany cas del Dr. Jekyll i Mr. Hyde (1886) i de la novel·la històrica Segrestat (1886). Rudyard Kipling (1865-1936) va ser un escriptor molt versàtil de novel·les, contes i poemes que va guanyar popularitat a finals del segle xix pels seus contes i poemes sobre la vida a l'Índia britànica, publicats en col·leccions com ara Plain Tales from the Hills, The Phantom 'Rickshaw and Other Tales, Soldiers Three i Barrack-Room Ballads. La carrera d'escriptor de H.G. Wells (1866–1946) va començar a la dècada de 1890 amb novel·les de ciència-ficció com ara La màquina del temps (1895) i La guerra dels mons (1898), que descriu una invasió de l'Anglaterra victoriana tardana per part de marcians, i Wells és vist, juntament amb el francès Jules Verne (1828–1905), com una figura important en el desenvolupament del gènere de ciència-ficció. També va escriure ficció realista sobre la classe mitjana-baixa en novel·les com Kipps (1905).

#### Novel·la americana (del romanticisme al realisme)
A mitjans del segle XIX, la preeminència de la literatura de les Illes Britàniques va començar a ser qüestionada per escriptors de les antigues colònies americanes. Una influència important en els escriptors americans d'aquesta època va ser el romanticisme, que va donar lloc al transcendentalisme de Nova Anglaterra, i la publicació de l'assaig Nature de Ralph Waldo Emerson de 1836 es considera generalment el moment decisiu en què el transcendentalisme es va convertir en un moviment cultural important. Thomas Carlyle va tenir una forta influència en Emerson, el transcendentalisme, i els escriptors americans en general, en particular la seva novel·la Sartor Resartus, l'impacte de la qual en la literatura americana s'ha descrit com "tan vast, tan omnipresent, que és difícil de sobreestimar".

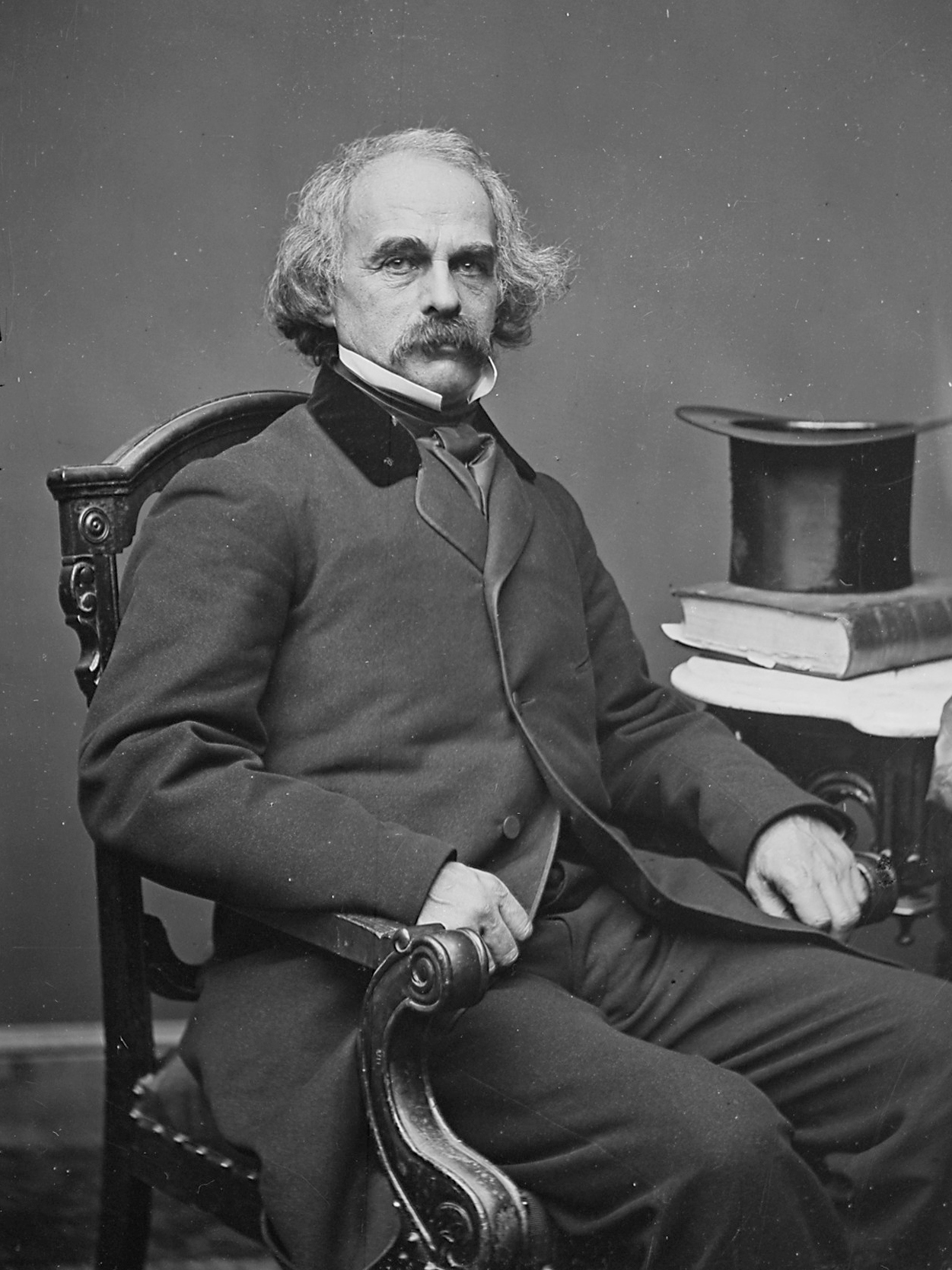
Nathaniel Hawthorne.

La novel·la romàntica americana es va desenvolupar completament amb La lletra escarlata (1850) de Nathaniel Hawthorne (1804–1864), un drama cru sobre una dona expulsada de la seva comunitat per cometre adulteri. La ficció de Hawthorne va tenir un profund impacte en el seu amic Herman Melville (1819–1891). A Moby Dick (1851), un viatge balener aventurer esdevé el vehicle per examinar temes com l'obsessió, la naturalesa del mal i la lluita humana contra els elements. Tanmateix, a la dècada del 1880, el realisme psicològic i social competia amb el romanticisme a la novel·la.
La ficció realista americana té els seus inicis a la dècada de 1870 amb les obres de Mark Twain, William Dean Howells i Henry James.
Mark Twain (pseudònim de Samuel Langhorne Clemens, 1835–1910) va ser el primer gran escriptor estatunidenc que va néixer lluny de la costa est, a l'estat fronterer de Missouri. Les seves obres mestres regionals van ser les novel·les Les aventures de Tom Sawyer (1876) i Les aventures de Huckleberry Finn (1884). L'estil de Twain va canviar la manera com els nord-americans escrivien la seva llengua. Els seus personatges parlen com gent real i sonen clarament americans, utilitzant dialectes locals, paraules recentment inventades i accents regionals.
Henry James (1843–1916) va ser un important novel·lista estatunidenc de finals del segle XIX i principis del XX. Tot i que va néixer a la ciutat de Nova York, va passar la major part de la seva vida adulta a Anglaterra. Moltes de les seves novel·les se centren en nord-americans que viuen o viatgen a Europa. James va afrontar el dilema entre el Vell Món i el Nou Món escrivint directament sobre això. Entre les seves obres hi ha The Portrait of a Lady (1881), The bostonians (1886) i The Princess Casamassima (1886).

#### Ficció

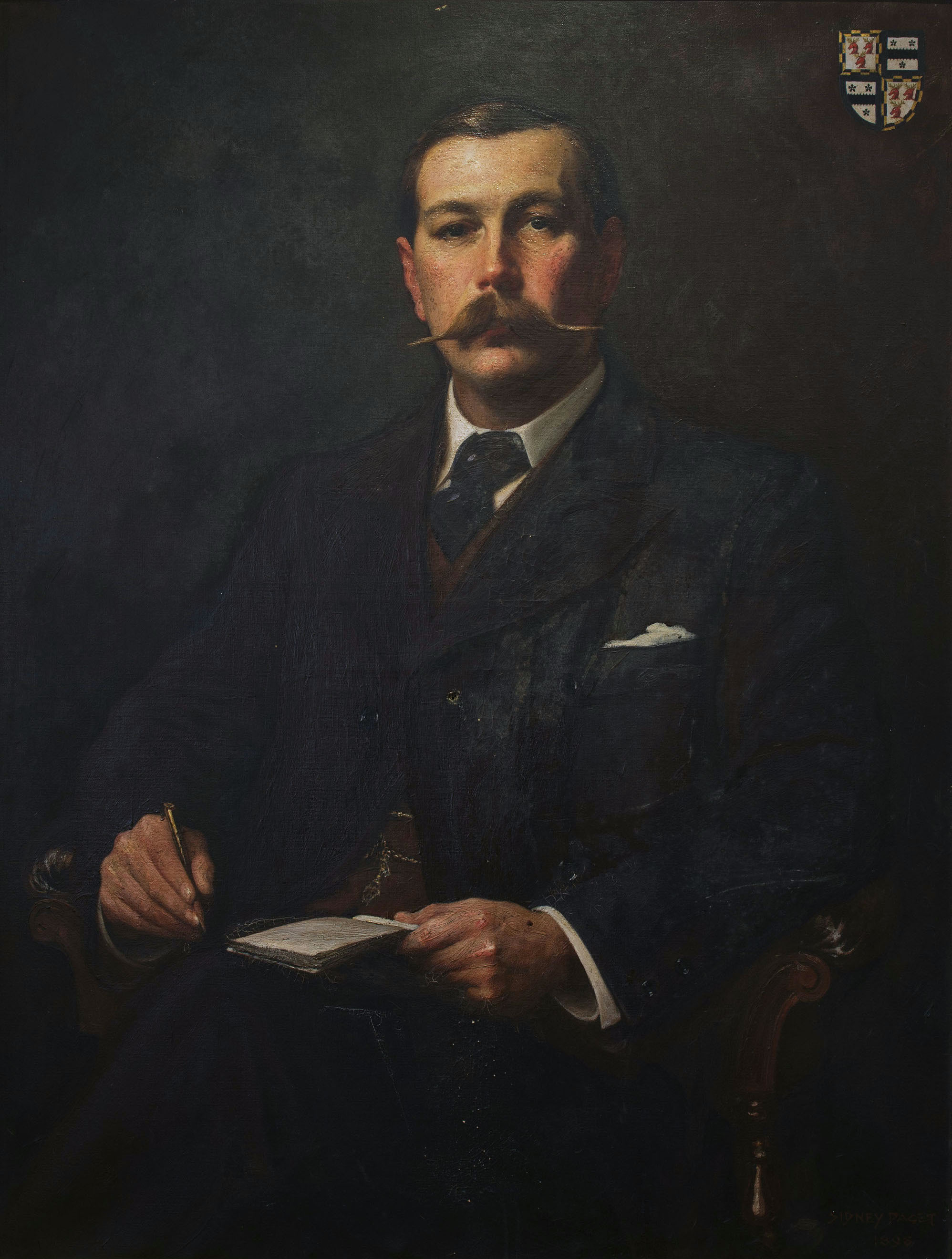
Sir Arthur Conan Doyle va escriure 56 contes i quatre novel·les protagonitzades per Sherlock Holmes.

L'escriptora d'històries de fantasmes més important del segle xix va ser Sheridan Le Fanu. Entre les seves obres hi ha la macabra novel·la de misteri Uncle Silas (1865) i la seva novel·la curta gòtica Carmilla (1872), que explica la història de la susceptibilitat d'una jove a les atencions d'una vampira. El conte de terror Dràcula (1897) de Bram Stoker pertany a diversos gèneres literaris, com ara la literatura de vampirs, la ficció de terror, la novel·la gòtica i la literatura d'invasió.
El Sherlock Holmes d'Arthur Conan Doyle és un brillant "detectiu consultor" establert a Londres, famós per la seva destresa intel·lectual. Conan Doyle va escriure quatre novel·les i 56 històries curtes protagonitzats per Holmes, que es van publicar entre 1887 i 1927. Totes les històries de Holmes, excepte quatre, estan narrades per l'amic, ajudant i biògraf de Holmes, el Doctor Watson. El gènere literari del món perdut es va inspirar en històries reals de descobriments arqueològics per part d'aventurers imperials. H. Rider Haggard va escriure un dels primers exemples, Les mines del rei Salomó, el 1885. La política i les maniobres diplomàtiques europees contemporànies van influir en la novel·la d'aventures ruritana d'Anthony Hope, El presoner de Zenda (1894).

#### Literatura infantil
La literatura infantil es va desenvolupar com un gènere a part. Algunes obres esdevenen internacionalment conegudes, com les de Lewis Carroll, Alícia en terra de meravelles (1865) i la seva seqüela A través del mirall. L'illa del tresor (1883), de Robert Louis Stevenson (1850–1894), és el clàssic de les aventures de pirates. Rudyard Kipling va escriure contes per a nens inspirats en la seva infància a l'Índia i altres temes, com ara clàssics com El llibre de la selva, El segon llibre de la selva, Kim i Captains Courageous. Al final de l'època victoriana i en entrar a l'època eduardiana, Beatrix Potter va ser autora i il·lustradora, coneguda sobretot pels seus llibres infantils, que presentaven personatges d'animals. Als seus trenta anys, Potter va publicar el llibre infantil de gran èxit El conte de Peter Rabbit el 1902. Potter finalment va publicar 23 llibres infantils i es va convertir en una dona rica.

### Poesia victoriana

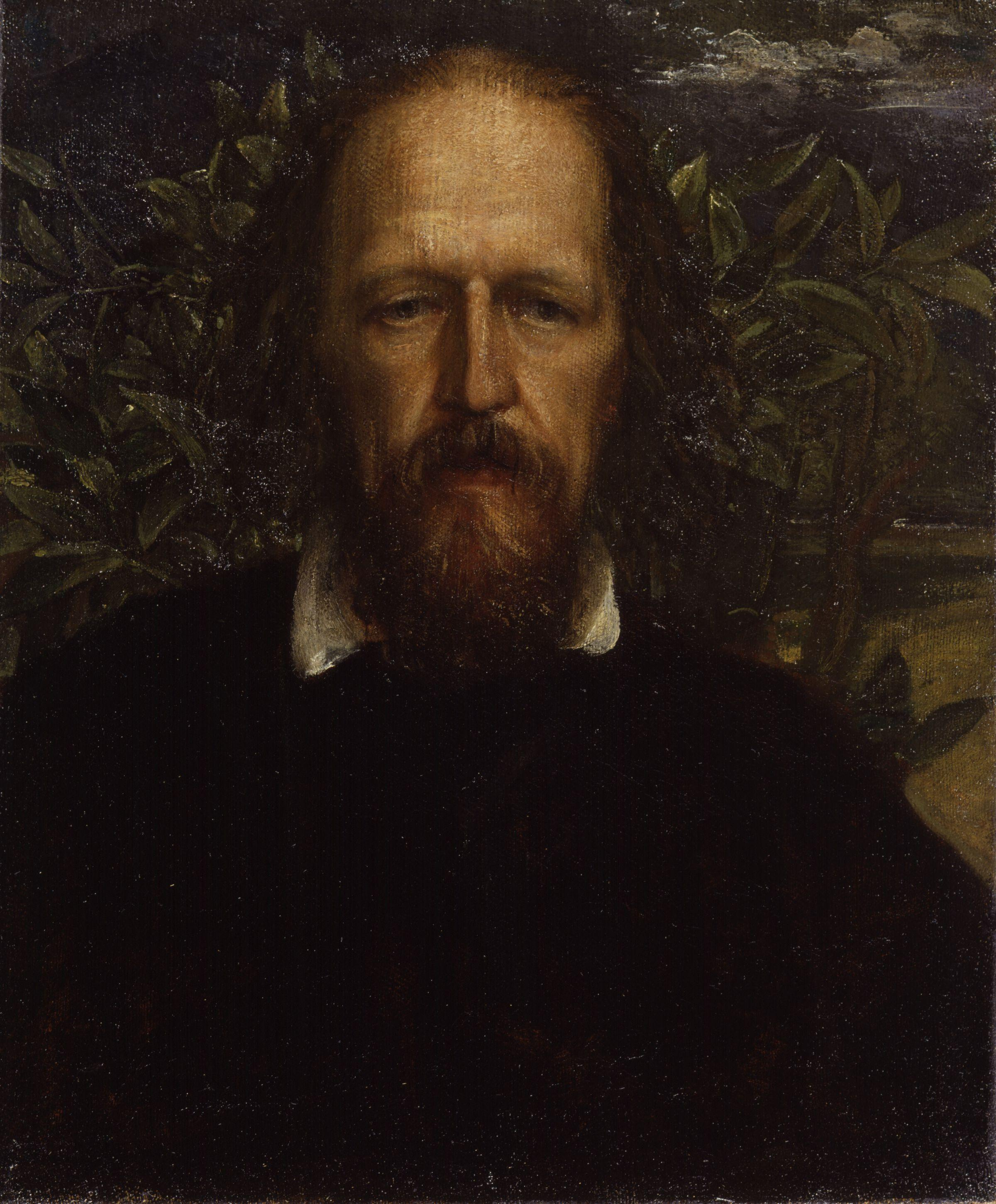
Alfred, Lord Tennyson, ca. 1863

Els poetes més destacats de l'època victoriana van ser Alfred, Lord Tennyson (1809–1892), Robert Browning (1812–1889), Elizabeth Barrett Browning (1806–61) i Matthew Arnold (1822–1888). La poesia d'aquest període va estar molt influenciada pels romàntics, però també va seguir camins propis. Particularment notable va ser el desenvolupament del monòleg dramàtic, una forma utilitzada per molts poetes en aquest període, però perfeccionada per Robert Browning. La crítica literària del segle XX va anar obtenint gradualment l'atenció sobre els vincles entre la poesia victoriana i el modernisme.
Tennyson va ser poeta laureat del Regne Unit durant gran part del regnat de la reina Victòria. T.S. Eliot el va descriure com "el mestre més gran de la mètrica, així com de la malenconia", i com a posseïdor de "la millor oïda de qualsevol poeta anglès des de Milton". La reputació de Matthew Arnold com a poeta ha "caigut dràsticament en les últimes dècades [...]".
Dante Gabriel Rossetti (1828–1882) va ser poeta, il·lustrador, pintor i traductor. Va fundar la Germandat Prerafaelita el 1848 amb William Holman Hunt i John Everett Millais. L'art de Rossetti es caracteritzava per la seva sensualitat i el seu revivalisme medieval. Arthur Clough (1819–1861) i George Meredith (1828–1909) són uns altres poetes menors importants d'aquesta època.
Cap a finals del segle xix, els poetes anglesos van començar a interessar-se pel simbolisme francès i la poesia victoriana va entrar en una fase decadent fin de siècle. Dos grups de poetes van sorgir a la dècada de 1890, els poetes del Yellow Book (Llibre Groc) que es van adherir als principis de l'esteticisme, incloent-hi Algernon Charles Swinburne, Oscar Wilde i Arthur Symons, i el grup de Rhymers' Club, que incloïa Ernest Dowson, Lionel Johnson i l'irlandès William Butler Yeats. Yeats va arribar a ser un modernista important del segle XX. També el 1896, A. E. Housman va publicar, amb despeses pròpies , A Shropshire Lad.
Entre els escriptors de versos còmics hi havia el dramaturg, llibretista, poeta i il·lustrador W. S. Gilbert (1836–1911), conegut sobretot per les seves catorze òperes còmiques, produïdes en col·laboració amb el compositor Sir Arthur Sullivan, de les quals les més famoses són H.M.S. Pinafore i The Pirates of Penzance.
El novel·lista Thomas Hardy (1840–1928) va escriure poesia al llarg de la seva carrera, però no va publicar el seu primer recull fins al 1898, per la qual cosa se'l sol tractar com un poeta del segle xx. Considerat ara un poeta important, Poems de Gerard Manley Hopkins (1844–1889) van ser publicats pòstumament per Robert Bridges el 1918.

#### Poesia americana
Els Estats Units també van produir grans poetes al segle xix, com ara Emily Dickinson (1830–1886) i Walt Whitman (1819–1892). Els dos poetes americans més importants del segle XIX difícilment podrien haver estat més diferents en temperament i estil. Walt Whitman (1819–92) va ser un home treballador, un viatger, un autoproclamat infermer durant la Guerra Civil dels Estats Units (1861–65) i un innovador poètic. La seva obra principal va ser Fulles d'herba, en què utilitza un vers fluid i versos de longitud irregular per representar la inclusió de la democràcia americana. Emily Dickinson (1830–1886), en canvi, va viure la vida protegida d'una dona elegant i soltera a la petita ciutat d'Amherst (Massachusetts). Dins de la seva estructura formal, la seva poesia és enginyosa, ocurrent, exquisidament elaborada i psicològicament penetrant. La seva obra era poc convencional per a l'època, i poca es va publicar durant la seva vida.

### Teatre victorià

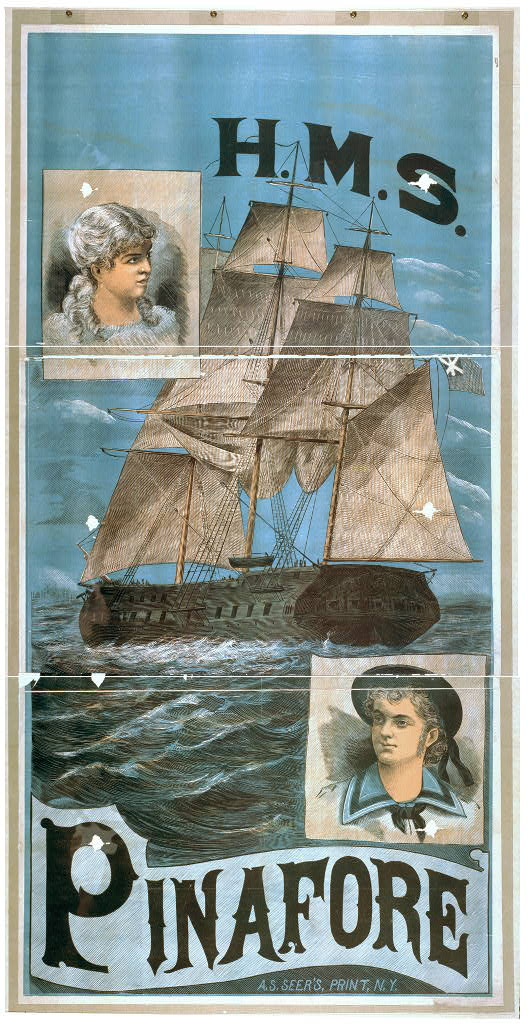
H.M.S. Pinafore de Gilbert i Sullivan

Un canvi va arribar a l'època victoriana amb una profusió als escenaris londinencs de farses, burlesques musicals, espectacles extravagants i òperes còmiques que competien amb produccions de les obres de Shakespeare i el drama seriós de dramaturgs com James Planché i Thomas William Robertson. El 1855, la companyia alemanya Reed Entertainments va iniciar un procés per elevar el nivell del teatre musical (abans atrevit) a Gran Bretanya que va culminar amb la famosa sèrie d'òperes còmiques de Gilbert i Sullivan i va ser seguit en la dècada de 1890 amb les primeres comèdies musicals eduardianes. La durada de les representacions al teatre va canviar ràpidament durant el període victorià. A mesura que el transport millorava, la pobresa a Londres disminuïa i l'enllumenat públic feia que els viatges nocturns fossin més segurs, el nombre de possibles clients del creixent nombre de teatres va augmentar enormement. Les obres podrien durar més temps i encara atraure el públic, cosa que comportava millors beneficis i una millora dels valors de producció. La primera obra que va aconseguir 500 representacions consecutives va ser la comèdia londinenca Our Boys, estrenada el 1875. El seu rècord de 1.362 actuacions va ser superat el 1892 per Charley's Aunt.
Diverses de les òperes còmiques de Gilbert i Sullivan van superar la barrera de les 500 representacions, començant amb H.M.S. Pinafore el 1878, i l'èxit de 1886 d'Alfred Cellier i B. C. Stephenson, Dorothy, va tenir 931 representacions. Després de W. S. Gilbert, Oscar Wilde va esdevenir el poeta i dramaturg més destacat de finals de l'època victoriana. Les obres de Wilde, en particular, es distingeixen de les moltes obres ara oblidades de l'època victoriana i tenen una relació molt més estreta amb les dels dramaturgs eduardians com el dramaturg irlandès George Bernard Shaw (1856–1950), la carrera del qual va començar a l'última dècada del segle xix. L'obra mestra còmica de Wilde de 1895, La importància de ser Frank, és un mirall irònic de l'aristocràcia i mostra un domini de l'enginy i la saviesa paradoxal.

## El modernisme
El modernisme anglès no equival al català o hispanoamericà. És un corrent estètic caracteritzat pel pessimisme existencial i les influències dels diferents moviments d'avantguarda, però va mantenir gran part de les convencions romàntiques. Dura des de principis del segle xx fins al final de la segona guerra mundial.
La novel·la modernista tracta temes quotidians i es descompon la unitat del paràgraf, per reproduir el discurs de la ment (influència de les teories de Freud). Els autors més valorats són James Joyce, Virginia Woolf, E.M. Foster i els escriptors americans d'entreguerres, com William Faulkner o Ernest Hemingway. P.G. Wodehouse manté la línia d'humor clàssic britànic.
La poesia també trenca amb les convencions formals i tracta de la mort i de temes considerats tabú com el sexe. Són obres complicades, plenes d'al·lusions cultes, lluny del sentimentalisme. Els poetes més destacats són T.S. Eliot, Ezra Pound o Gertrude Stein.

## Postmodernisme
La literatura postmodernista és una forma de literatura que es caracteritza pel rebuig a la jerarquia i la conclusió narrativa, l'ús de la metaficció, la narració poc fiable, l'autoreflexivitat, la intertextualitat, i que sovint tematitza qüestions tant històriques com polítiques. És alhora una continuació de l'experimentació defensada pels escriptors del període modernista i una reacció contra les idees il·lustrades implícites en la literatura modernista. Aquest estil de literatura experimental va sorgir amb força als Estats Units a la dècada de 1960. Els postmodernistes sovint desafien les autoritats, fet que s'ha vist com un símptoma del fet que aquest estil de literatura va sorgir per primera vegada en el context de les tendències polítiques la dècada de 1960. Aquesta inspiració es veu, entre altres coses, a través de com la literatura postmoderna és altament autoreflexiva sobre els problemes polítics de què parla. Entre els escriptors postmoderns hi ha els nord-americans Henry Miller, William S. Burroughs, Joseph Heller, Kurt Vonnegut, Hunter S. Thompson, Truman Capote i Thomas Pynchon.